# Ringhoffer-Werke

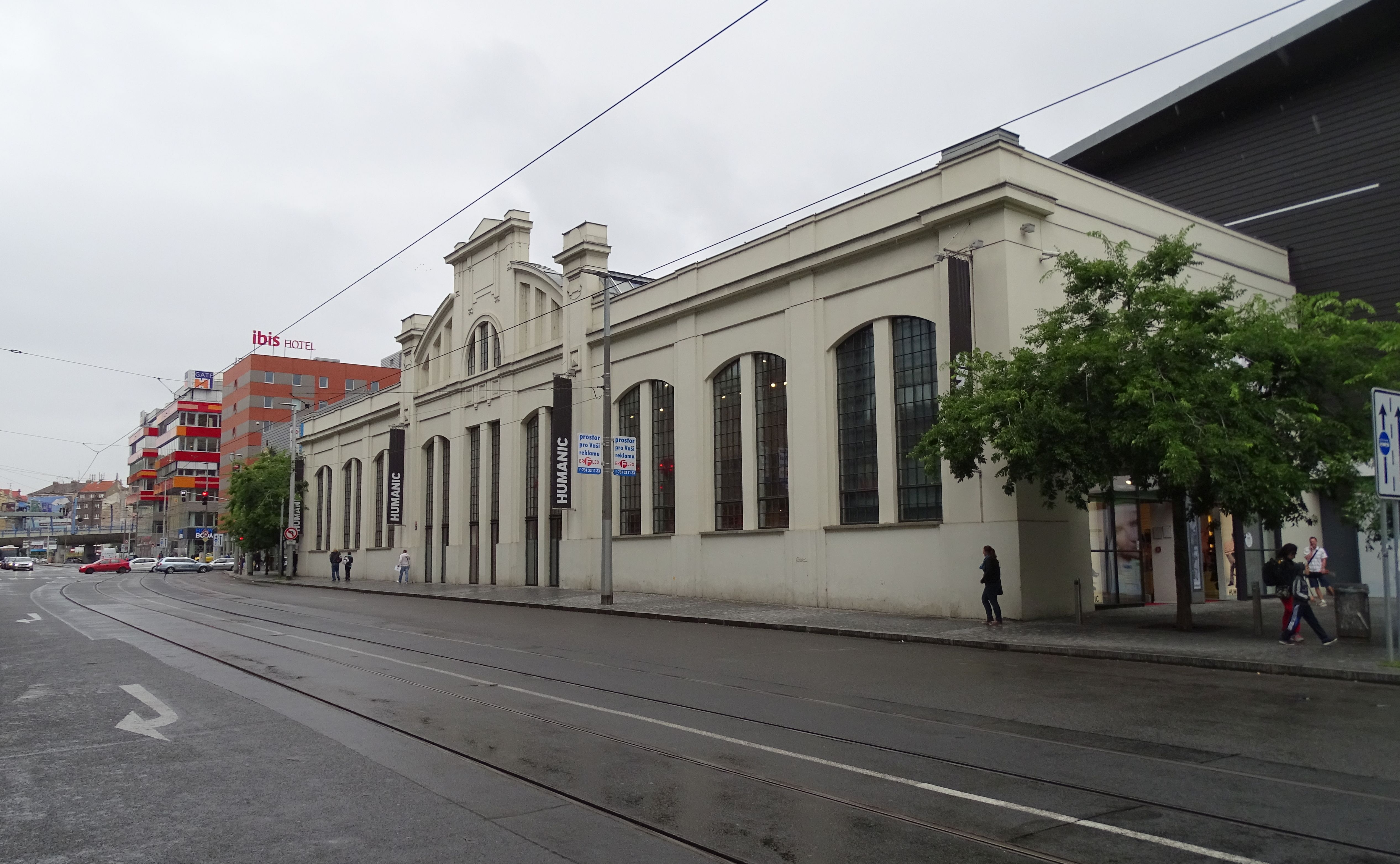
Fassade der ehemaligen Ringhoffer-Fabrik in Smíchov

Fabrikschild eines 1898 hergestellten Wiener Stadtbahnwagens

Die Ringhoffer-Werke A.G., tschechisch Ringhofferovy závody a.s., waren ein Unternehmen des Maschinenbaus in der Tschechoslowakei. Haupterzeugnisse des Werkes waren Brauerei- und Zuckerfabrikseinrichtungen, aber auch Reise- und Güterwagen, Lokomotivtender, Triebwagen sowie Straßenbahnwagen. Nach der Übernahme aller namhaften Waggonbaubetriebe der Tschechoslowakei war das Unternehmen um 1937 als Ringhoffer-Tatra Werke AG der damals größte Produzent von Schienenfahrzeugen weltweit.

## Geschichte

### Der Anfang

Werksaufnahme eines von Ringhoffer um 1900 hergestellten Wiener Stadtbahnwagens

Gründeraktie der Ringhoffer-Werke AG über 2000 Kronen von 1911

Die Geschichte des Unternehmens begann im Jahre 1769, als der junge Kupferschmiedgeselle Franz Ringhoffer (1744–1829) aus einer burgenländischen Familie aus Müllendorf, Kom. Ödenburg/Ungarn bei Eisenstadt, nach Prag kam und sich in der Prager Altstadt eine Werkstatt einrichtete, wo er Braupfannen und Gefäße für Brauereien herstellte. Sein einziger Sohn und Erbe Joseph Ringhoffer (1785–1847) erwarb 1822 in Kamenice bei Eule im Süden von Prag eine Wassermühle, die er zu einem Kupferhammerwerk umbaute und die später durch ein Kupfer-Walzwerk erweitert wurde. 1832 wurde er von Kaiser Franz I. zum kaiserlich-königlichen Hof-Kupferschmiedemeister ernannt. Er erhielt die Fabrikationsbefugnis zur Erzeugung von Kupfer- und Messingwaren. Aus der handwerksmäßigen Produktionsstätte, die sein Vater gegründet hatte, machte er eine Manufaktur mit rund siebzig Beschäftigten. Der Betrieb produzierte Arbeitseinrichtungen für Bierbrauereien, Spirituosenbrennereien und Zuckerfabriken und lieferte in alle Kronländer der Monarchie Österreich-Ungarn.

### Waggonfabrik R. Ringhoffer Smichow
Josephs ältester Sohn Franz Ringhoffer II. errichtete einen größeren Betrieb in der Prager Neustadt und baute 1852 die Waggon- und Tender-Fabrik F. Ringhoffer im südwestlichen Vorort Smíchov, wo er 1854 mit der Fertigung von Eisenbahnwagen begann, zunächst Güter-, ab 1860 auch Personenwagen. Da es damals die über Smíchov führende Böhmische Westbahn noch nicht gab, mussten die Wagen per Fuhrwerk durch die Stadtmitte zum vier Kilometer entfernten Prager Staatsbahnhof (heute: Praha Masarykovo nádraží) gebracht werden. 1867 wurde die Fabrik um eine neue Halle und einige Nebenbetriebe erweitert und es wurde mit dem Bau von Salonwagen begonnen. Das Unternehmen begann in Folge zu exportieren.
Nach dem Tod von Franz Ringhoffer 1873 übernahm sein Sohn Franz III. Freiherr von Ringhoffer mit den Brüdern Emanuel und Viktor die Firma. Unter seiner Führung wuchs sie zu einem der größten Industrieunternehmen in Österreich-Ungarn. Gebaut wurden nicht nur Schienenfahrzeuge aller Art wie Elektrolokomotiven, Triebwagen, Tender für Dampflokomotiven und Straßenbahnen, sondern weiter auch Produktionseinrichtungen für Zuckerfabriken, Brennereien, Brauereien und Kühlanlagen für Kühlhäuser.

### Ringhoffer-Werke AG

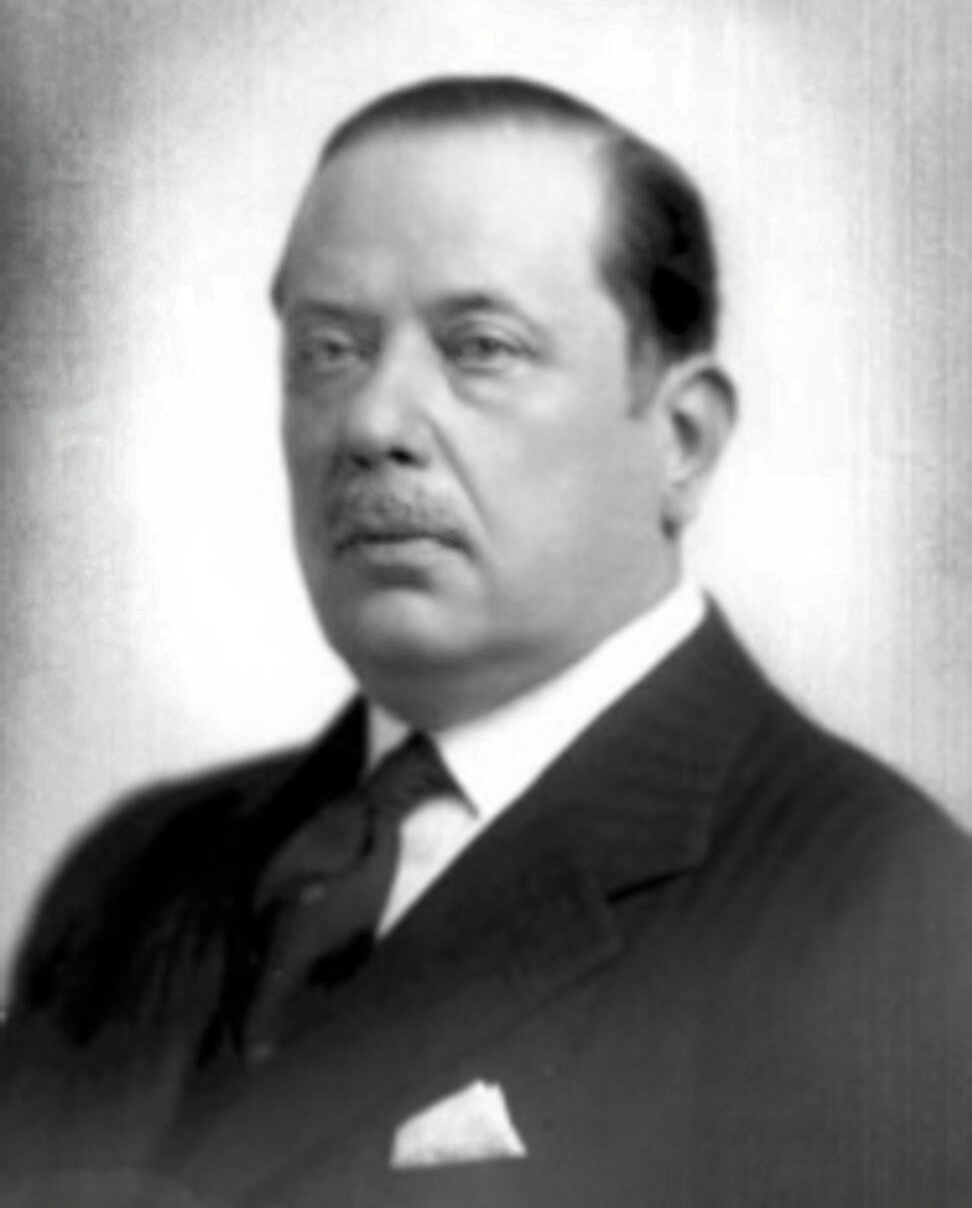
Hans (Hanuš) Ringhoffer (1934)

1909 übernahm sein ältester Sohn Franz Freiherr von Ringhoffer der IV. (1874–1940) das Unternehmen, das er 1911 in eine Aktiengesellschaft umwandelte. Nach dem Ersten Weltkrieg und der Gründung der Tschechoslowakei im Oktober 1918 erwarb dessen Bruder Hans (Hanusch) Freiherr von Ringhoffer (* 1885, am 1. Januar 1947 verstorben im Speziallager Nr. 1 Mühlberg des sowjetischen NKWD) nach und nach Aktien aller größeren Waggonhersteller in der Tschechoslowakei. So ging im Jahr 1923 die bisherige Nesselsdorfer Wagenbau in Kopřivnice in sein Eigentum über. Der Betrieb firmierte fortan als Tatra-Werke, Automobil- und Waggonbau AG. Im Jahr 1925 wurden die Erzeugnisse der Ringhoffer-Werke A.-G. Prag-Smíchov, der Nesselsdorfer Wagenbau-Fabriks-Gesellschaft Kopřivnice und der Staudinger Waggonfabrik Studénka gemeinsam von der Export-Vereinigung der Čechoslovakischen Waggonfabriken in Prag von der Familie Ringhoffer vermarktet.
Im Jahr 1928 erwarb Hans (Hanusch) Freiherr von Ringhoffer auch die Mehrheit der Aktien der Waggonfabrik Studénka. Sie firmierte ab 9. November 1929 als Moravskoslezská vozovka, a.s. Bis Mitte der 1930er Jahre kaufte Ringhoffer auch die Waggonfabrik Bohemia in Böhmisch Leipa und die Waggonfabrik in Kolín auf.

### Ringhoffer-Tatra Werke AG

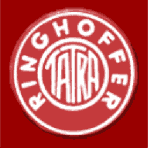
Firmenlogo von Ringhoffer-Tatra

Im Jahr 1935 fusionierten die Ringhoffer-Werke mit der Tatra-Werke AG, Automobil- und Waggonbau in Kopřivnice. Der neue Industriekonzern erhielt den Namen Ringhoffer-Tatra Werke AG (tschechisch Závody Ringhoffer-Tatra a.s.).
Im Jahr 1937 gehörten folgende Firmen zur Ringhoffer-Tatra AG:
- Waggonfabrik Ringhoffer, Praha-Smíchov
- Tatra-Werke, Automobil- und Waggonbau, Kopřivnice
- Moravskoslezská vagónka, Studénka
- Waggonfabrik Bohemia, Böhmisch Leipa
- Továrna na vozy v Kolíně, Kolín
- Elektrotechnická továrna Sousedík, Vsetín

Nach dem Tod von Franz Ringhoffer IV. 1940 übernahm sein jüngerer Bruder Hans (Hanusch) Freiherr von Ringhoffer (1885–1946) die Führung des Konzerns und arbeitete mit Albert Speer zusammen, Rüstungsminister im Deutschen Reich, worauf auch gepanzerte Schienenfahrzeuge gebaut wurden.

### Verstaatlichung
Am 7. März 1946 wurde die Firma entsprechend der Dekretes Nr. 108 des Präsidenten der Tschechoslowakei vom 24. Oktober 1945 verstaatlicht und Ringhoffer enteignet. Das Unternehmen firmierte dann als Tatra, národní podnik, bis es wieder in die Einzelbetriebe aufgespalten wurde. Die Betriebe des Schienenfahrzeugbaues wurden 1958 einschließlich der slowakischen Waggonfabrik Poprad unter der Firma Československé vagónky Tatra n.p. mit Sitz in Studénka zusammengeschlossen. Tatra in Kopřivnice produzierte fortan nur noch Kraftfahrzeuge.
Das ehemalige Ringhoffer-Werk in Prag-Smíchov firmierte zunächst als Vagonka Tatra Smíchov n.p., ab 1963 als Teilbetrieb von ČKD als ČKD Tatra n.p.
Wichtigstes Produkt des Werkes waren von 1951 bis 1999 die sogenannten Tatra-Straßenbahnen, die in fast alle Länder des damaligen Ostblocks exportiert wurden.
1998 wurde das Werk in Smíchov, nach schrittweisen Verlegung der Produktion ins neue Werk in Zličín, geschlossen.

## Produkte

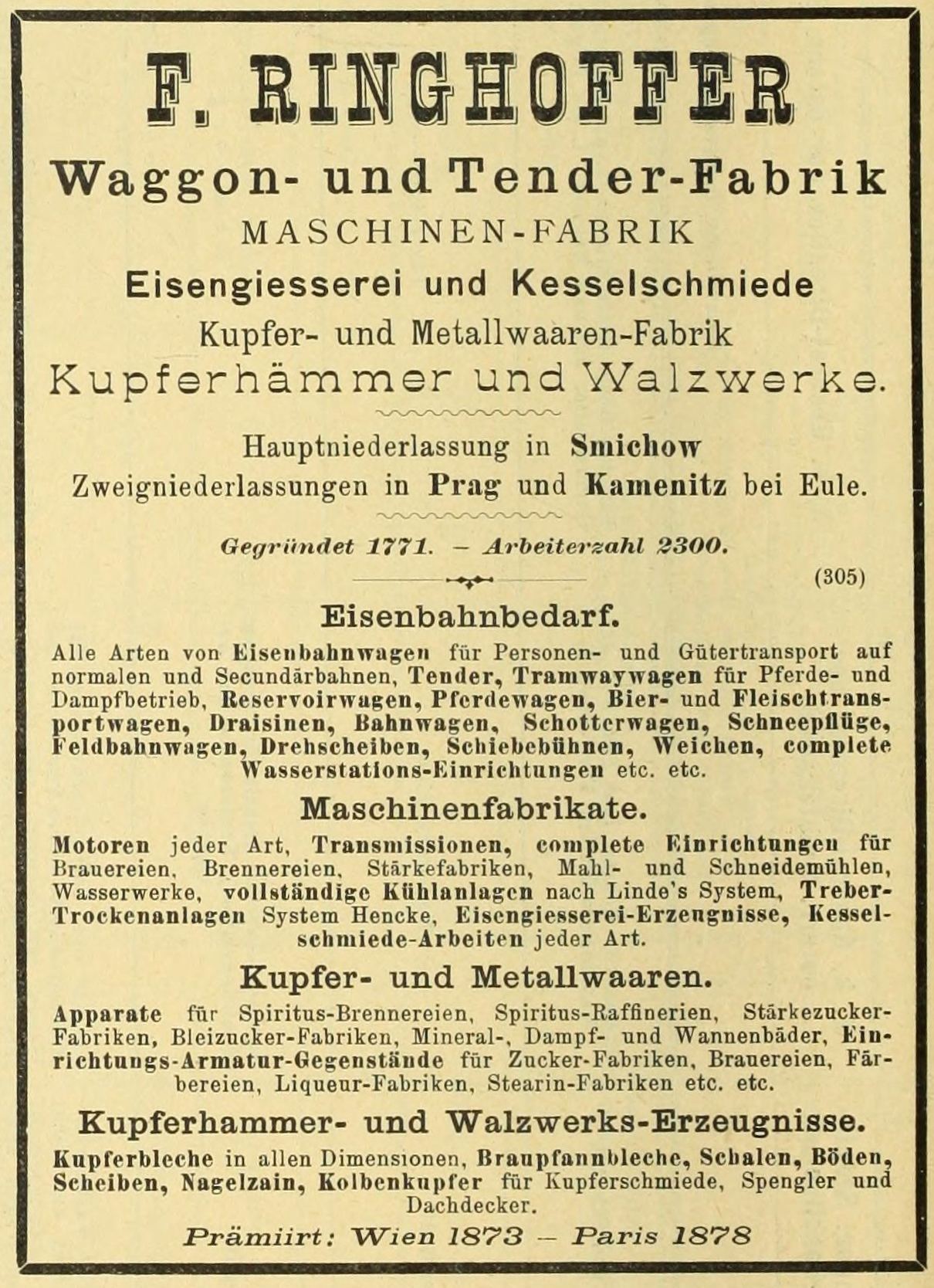
Produkte der F. Ringhoffer Waggon- und Tenderfabrik, 1893

Die Ringhoffer-Werke produzierten sämtliche Arten von Waggons, vornehmlich Personenwagen für die k.k. Staatsbahnen und private Bahngesellschaften wie die Buschtěhrader Bahn oder die Pressburger Bahn. Um die Jahrhundertwende kamen auch elektrische Triebwagen für Straßenbahnen und Lokalbahnen hinzu. Für die Compagnie Internationale des Wagons-Lits fertigte man mehrere Serien von Teakholzwagen (Schlafwagen und Speisewagen), die u. a. auf der Pariser Weltausstellung 1900 gezeigt wurden.

### Salonwagen
Ringhoffer war besonders bekannt für seine prachtvoll ausgestatteten Salonwagen. Unter anderem lieferte das Unternehmen ab den 1870er Jahren sämtliche Salonwagen für das österreichische Kaiserhaus, begonnen 1873 mit den Hofsalonwagen für Kaiserin Elisabeth. 1884 wurde der erste königliche Hofzug für die Ungarischen Staatsbahnen gebaut. Ab 1891 wurde der k.u.k. Hofsalonzug für Kaiser Franz Joseph I. gefertigt, dessen erhaltener Salonspeisewagen Hz005 heute im Technischen Nationalmuseum in Prag (NTM) ausgestellt ist. Ebenfalls im Besitz des NTM befindet sich der 1909 für Erzherzog Franz Ferdinand gebaute Salonwagen Sa 22, welcher auch Kaiser Karl I. und anschließend bis in die 1960er Jahre der Tschechoslowakischen Regierung diente. Auch für andere Mitglieder des Kaiserhauses, wie beispielsweise Erzherzog Eugen wurden Waggons gefertigt. Bahngesellschaften wie die k.k. österreichischen Staatsbahnen oder die Kaschau-Oderberger-Bahn orderten Salonwagen bei Ringhoffer. Aber auch für Privatpersonen wurden solche Waggons hergestellt, beispielsweise ging 1881 ein Salonwaggon an den Wiener Bankier Albert Salomon von Rothschild.
1904 wurde ein Salonwagen für die Finnische Regierung gebaut. 1930 wurde ein Salonwagen für den tschechoslowakischen Staatspräsidenten T. G. Masaryk gebaut und noch 1950 bauten die mittlerweile verstaatlichten Tatra-Werke einen solchen für Josef Stalin.

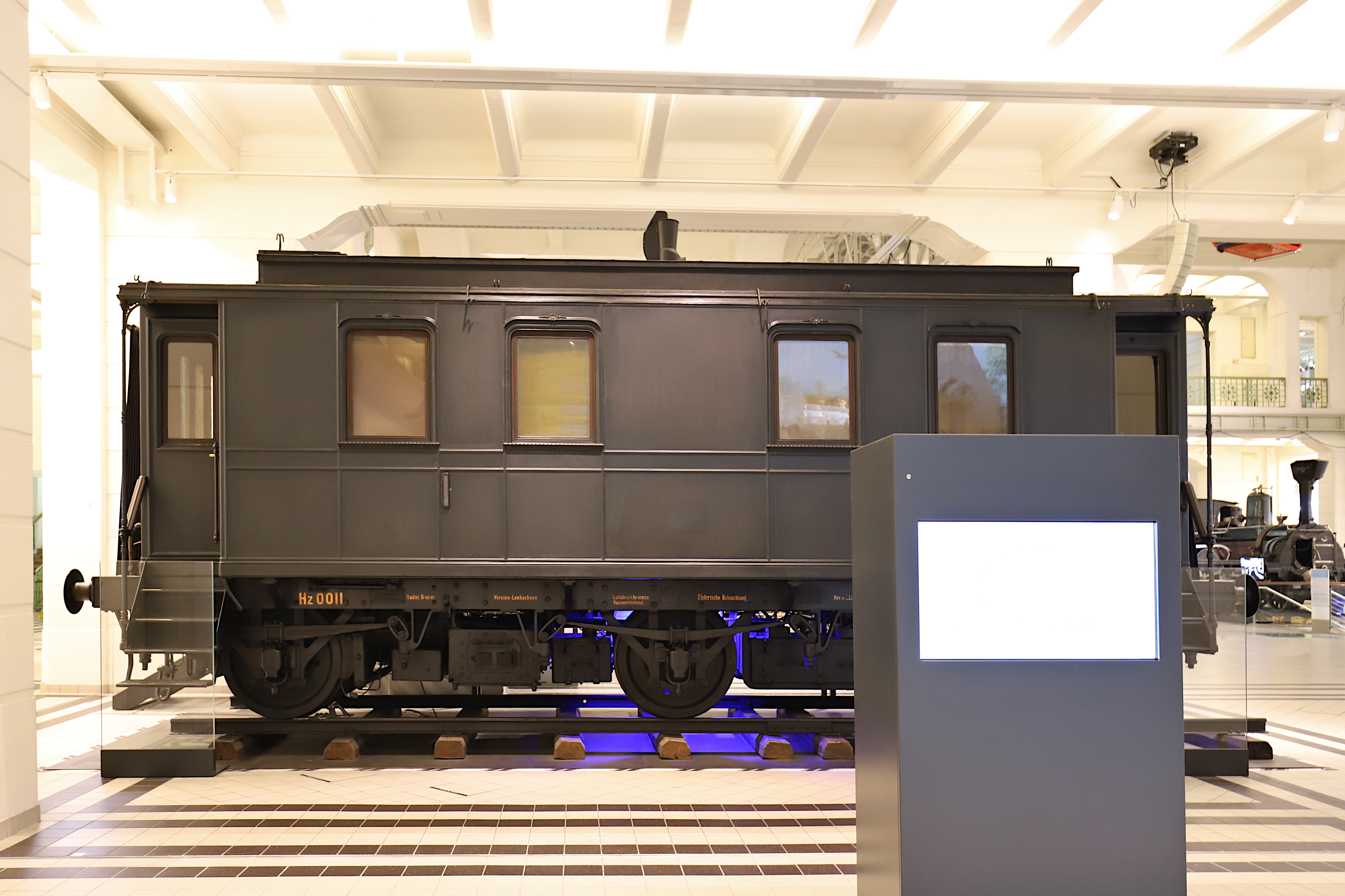
Hofsalonwagen von Kaiserin Elisabeth (1873)
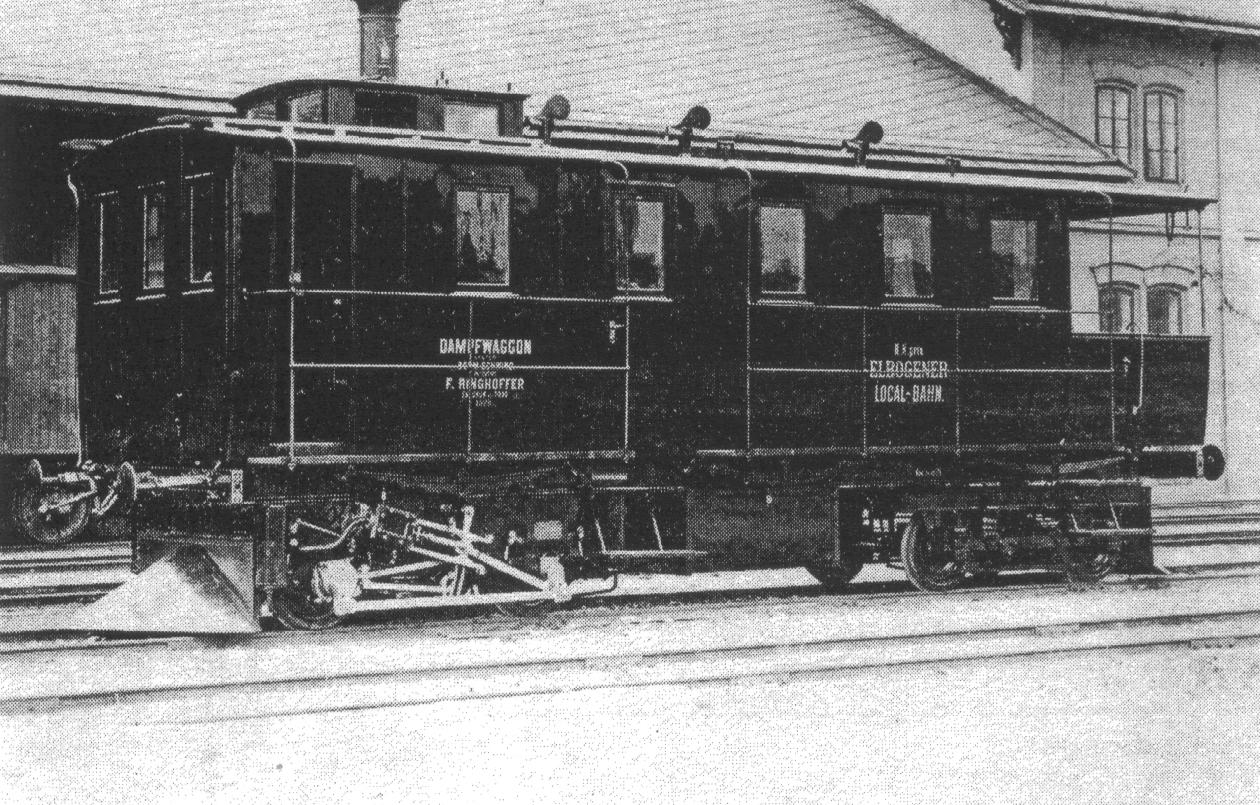
Dampftriebwagen der ÖLEG (1880)
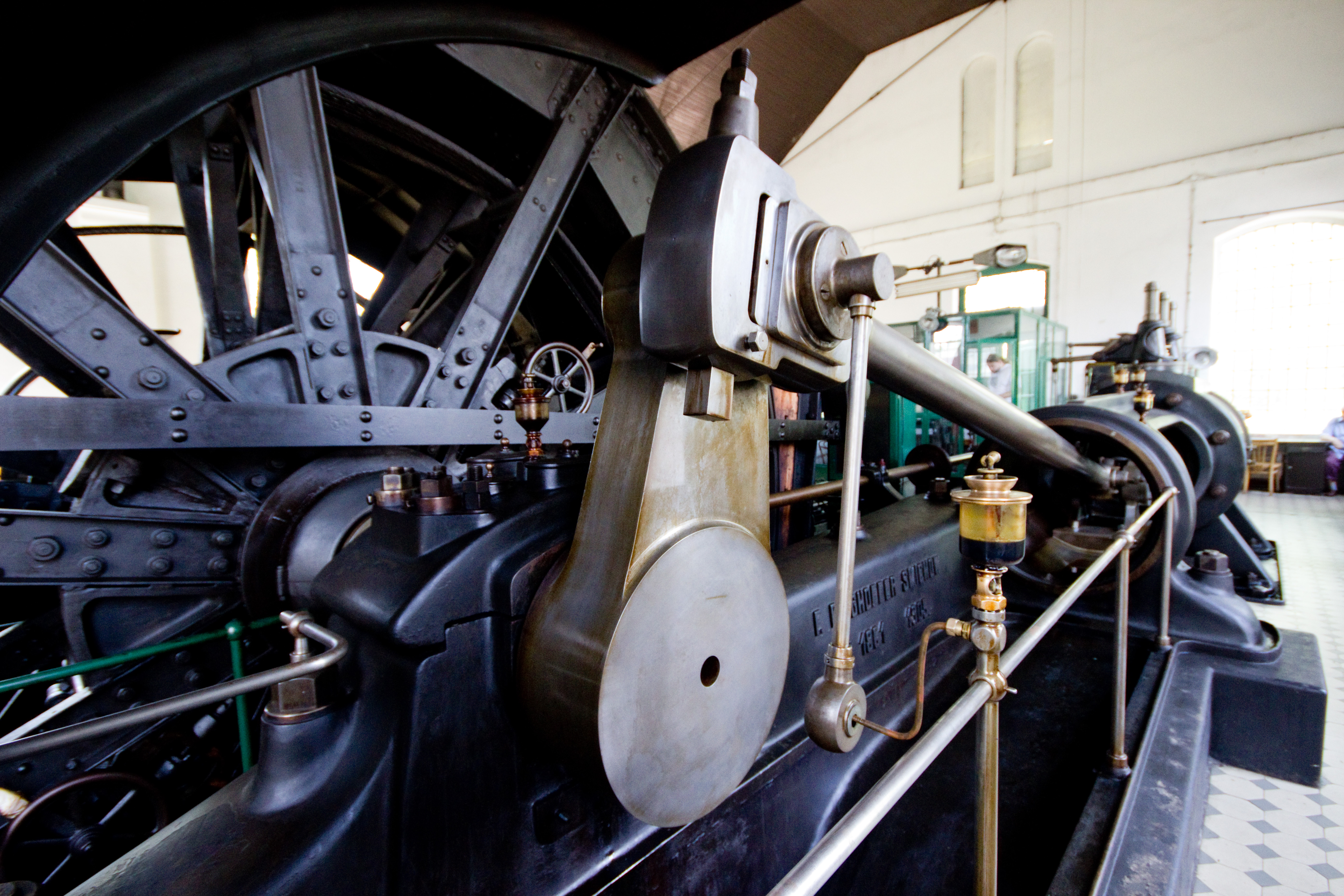
Liegende Dampfmaschine von Ringhoffer für das Bergwerk in Mayrau (1881)
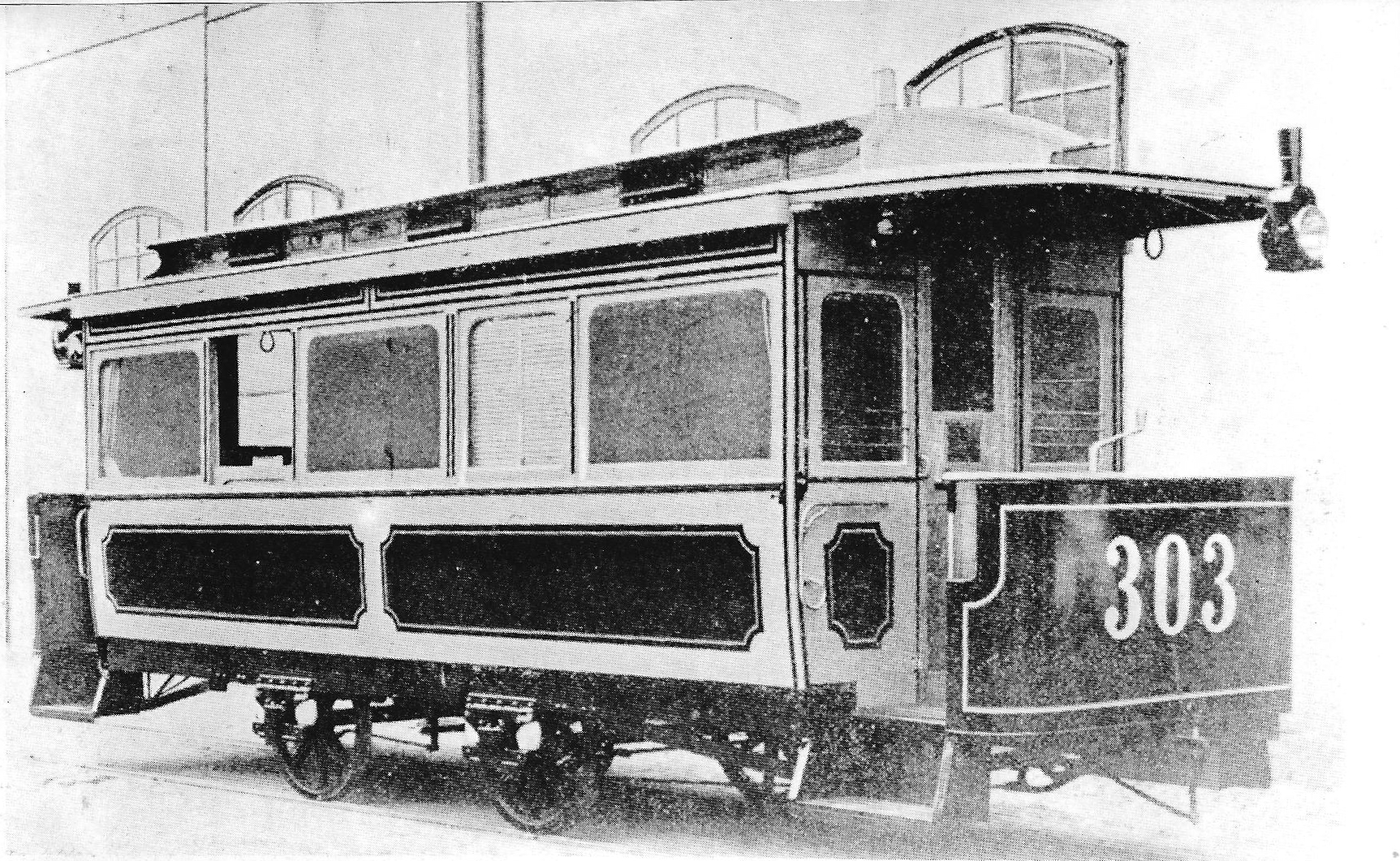
Pferdebahnwagen der Neuen Wiener Tramway-Gesellschaft (1886)
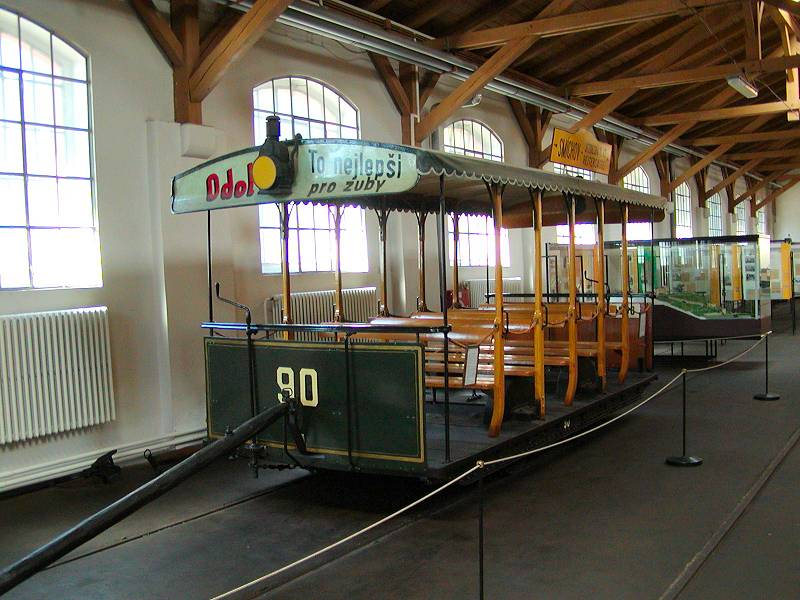
Pferdebahnwagen der Prager Straßenbahn (1886)
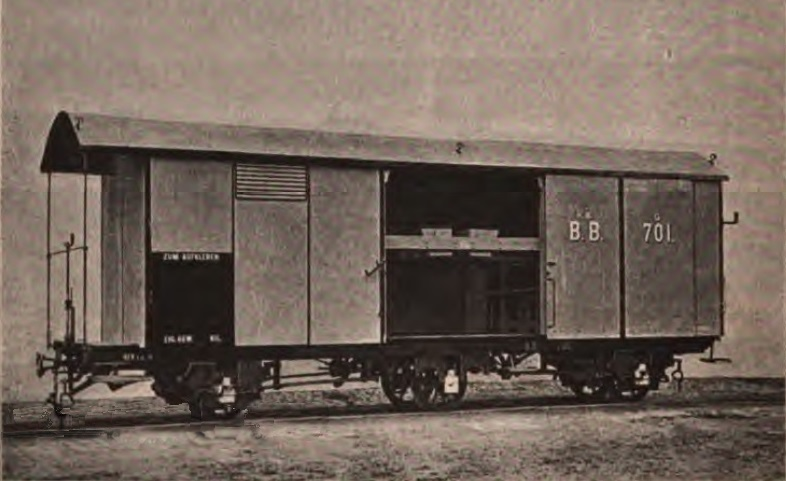
Gedeckter Güterwagen der k.k. Bosnabahn in Bosnien-Herzegowina, gebaut Ende der 1880er Jahre.
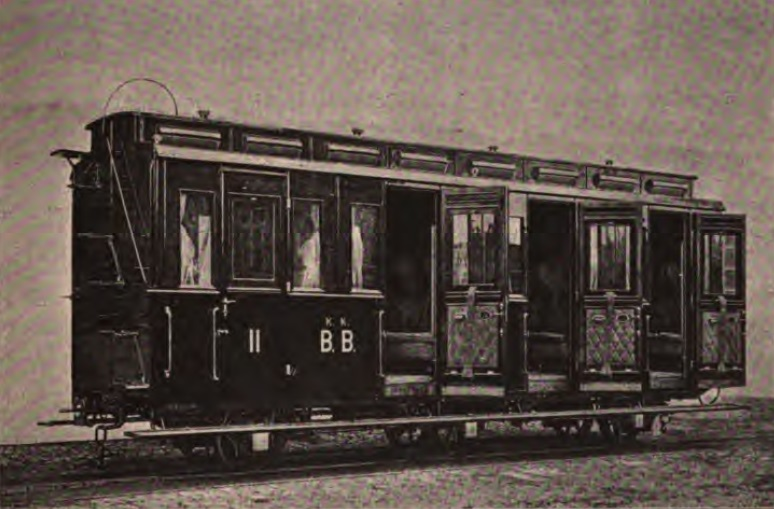
Abteilwagen I. und II. Klasse der k.k. Bosnabahn, Spurweite 760 mm (1880er Jahre)
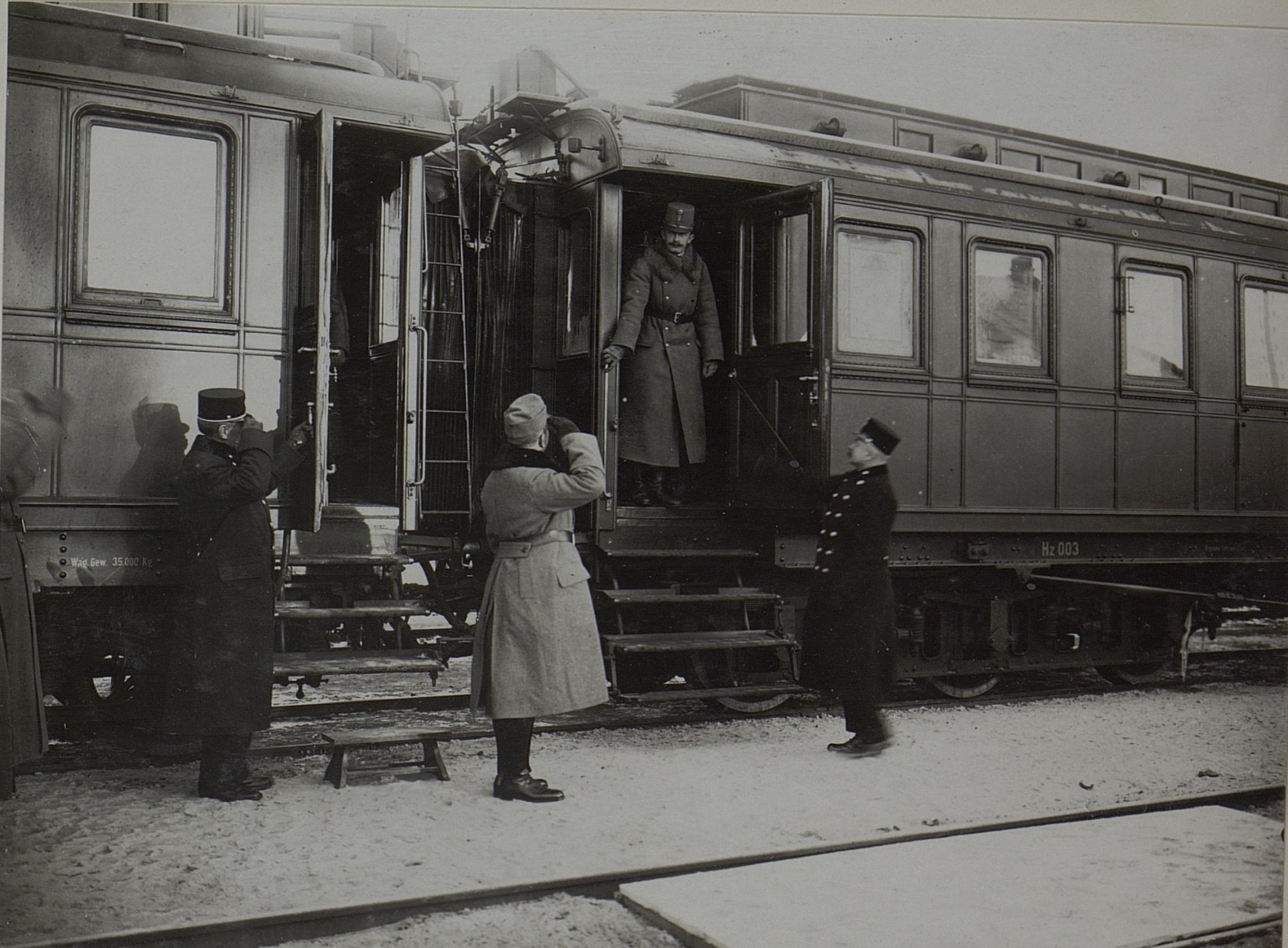
Hofsalonwagen des österreichischen Hofzuges (gebaut ab 1891)
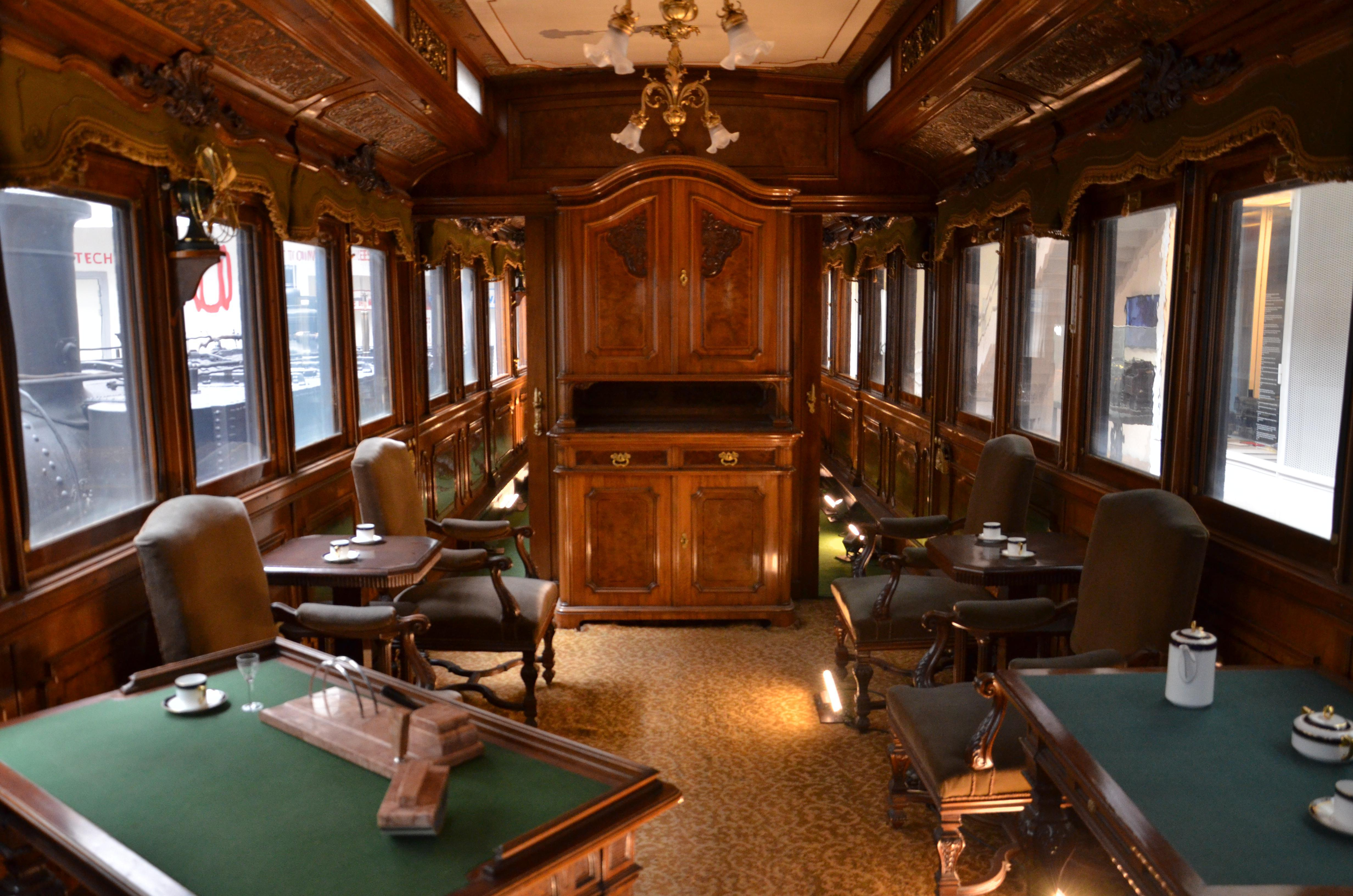
Erhaltener Speisewagen des k.u.k Hofsalonzuges (Rauchabteil)
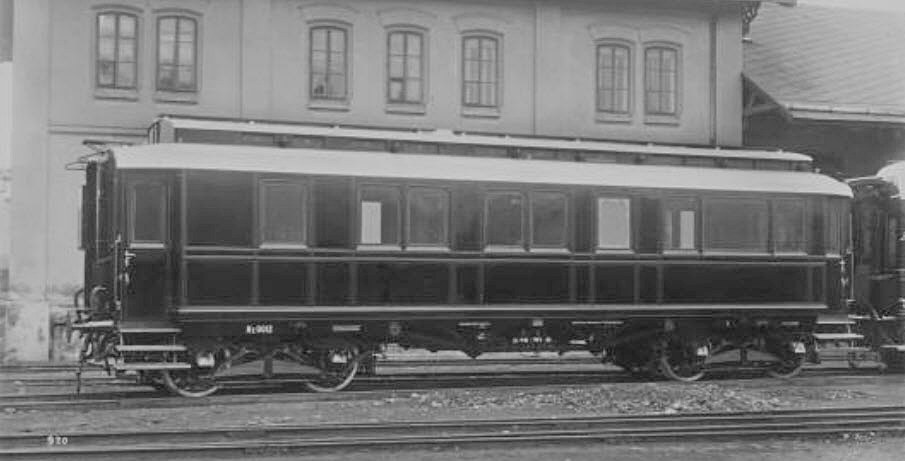
Hofreisewagen Hz0012 des österreichischen Hofzuges (1900)
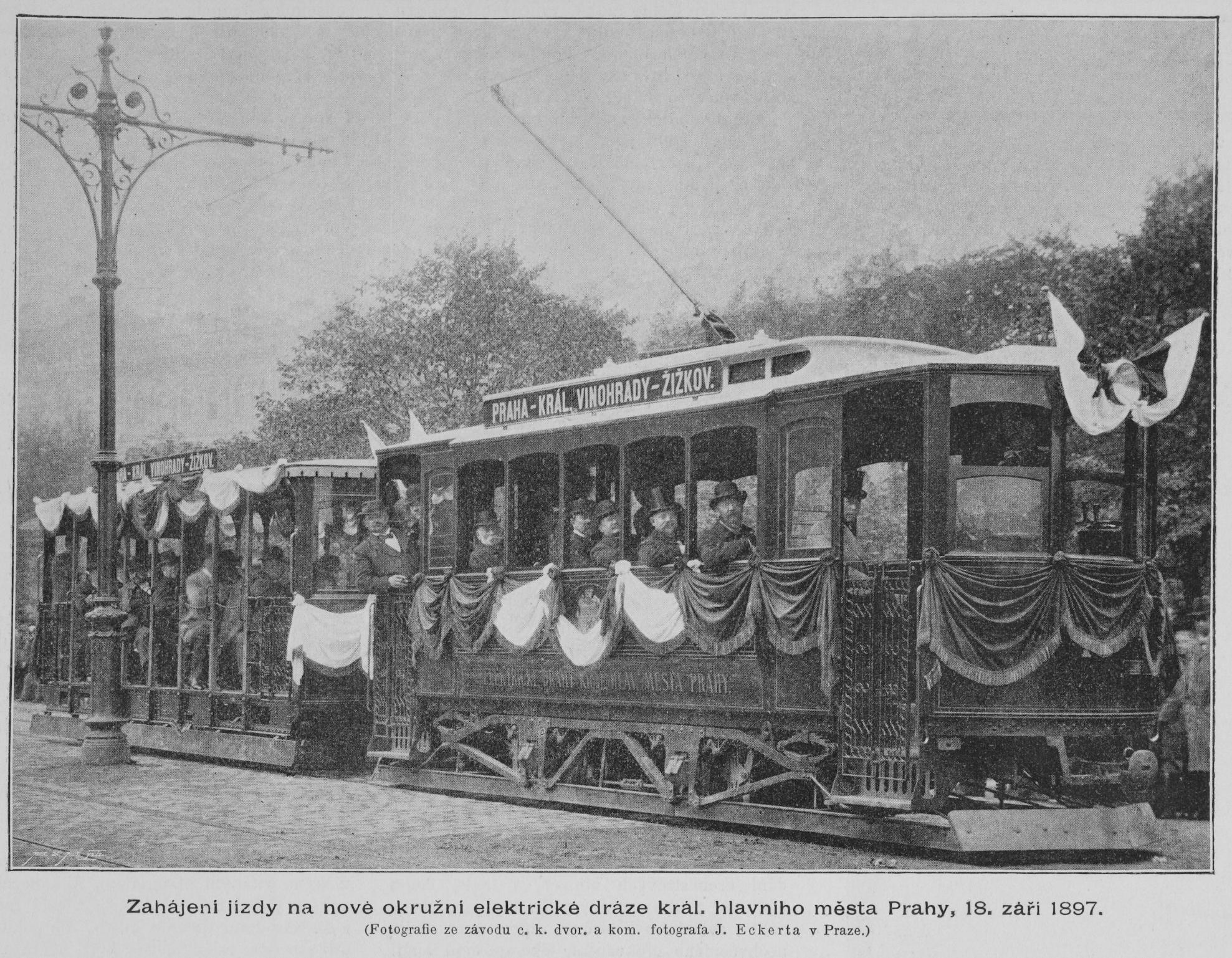
Eröffnung der elektrischen Straßenbahn in Prag mit Wagen von Ringhoffer (1897)
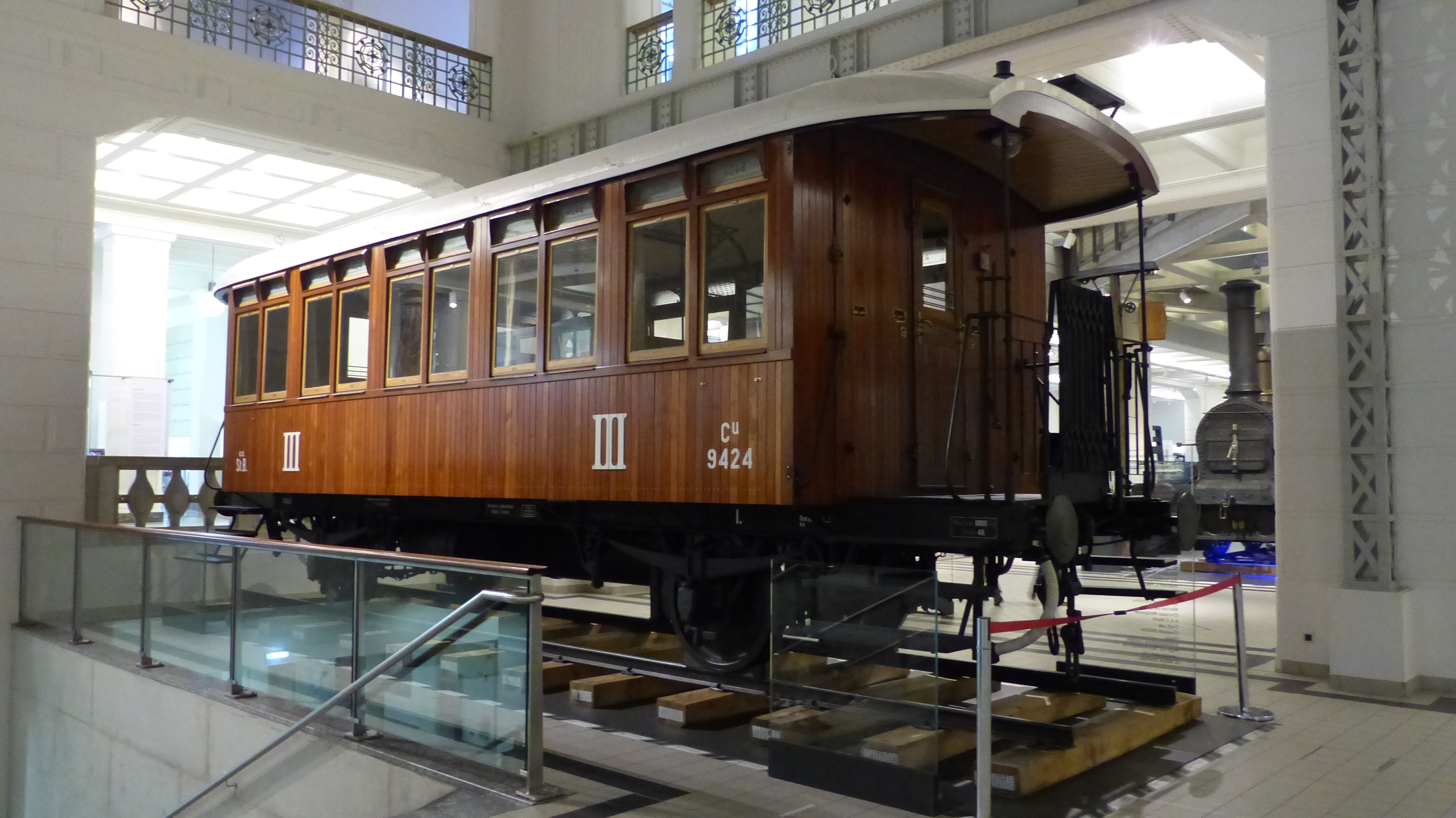
Wiener Stadtbahnwagen
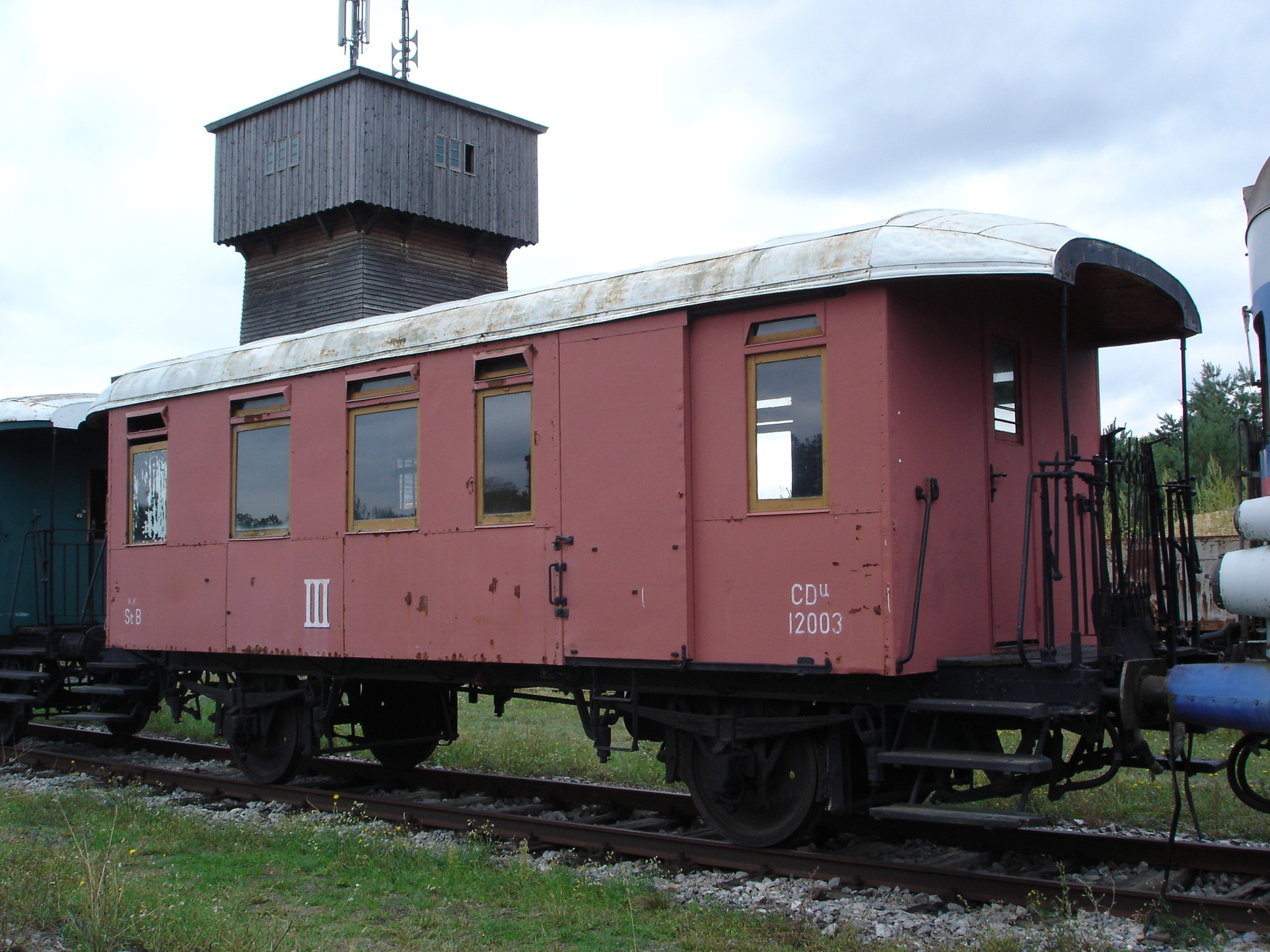
Stadtbahn-Halbgepäckwagen kkStB CDu 12003 (1897)
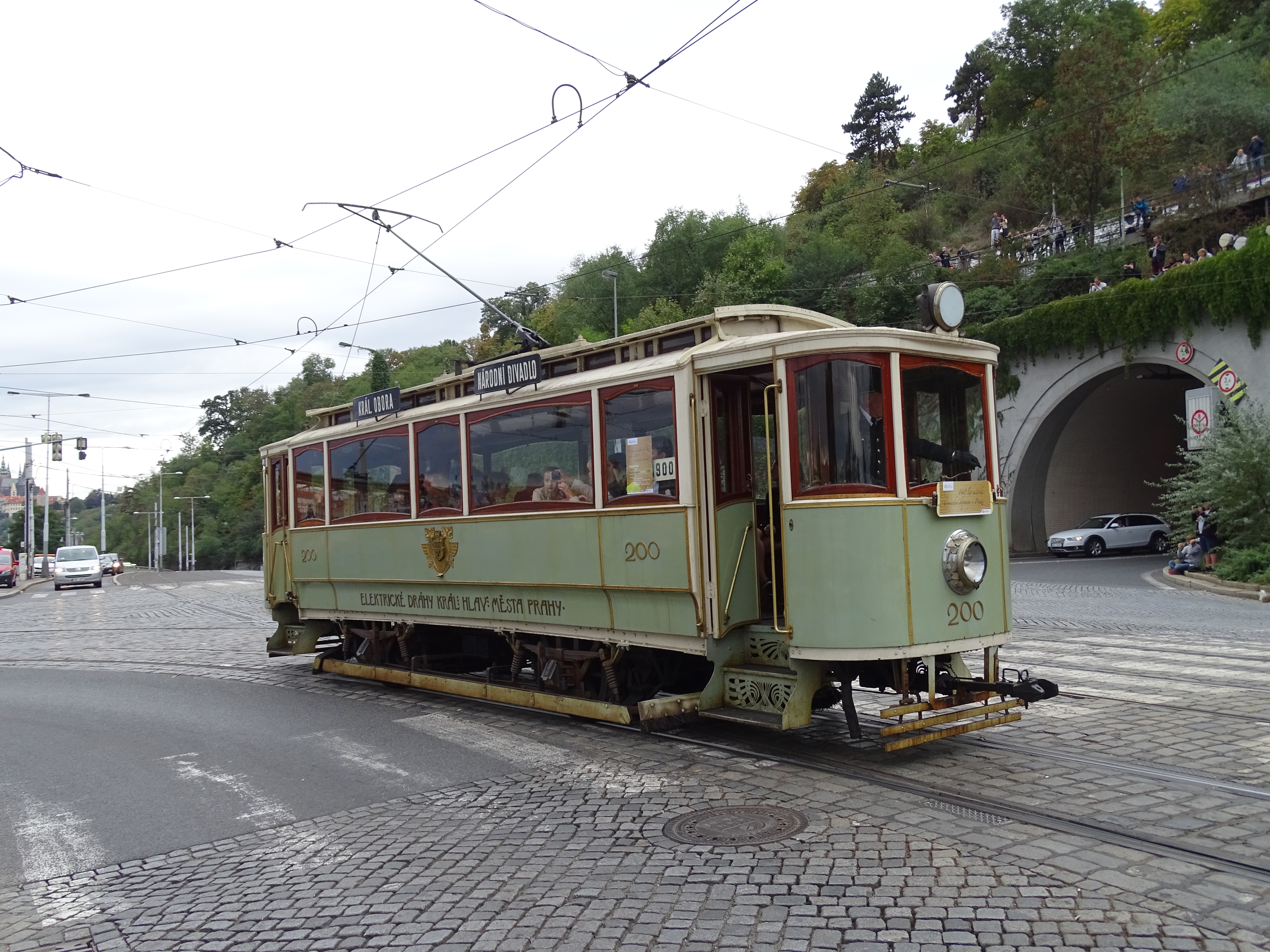
Salonwagen Nr. 200 „Bürgermeisterwagen“ der Prager Straßenbahn im Jugendstil (1900)
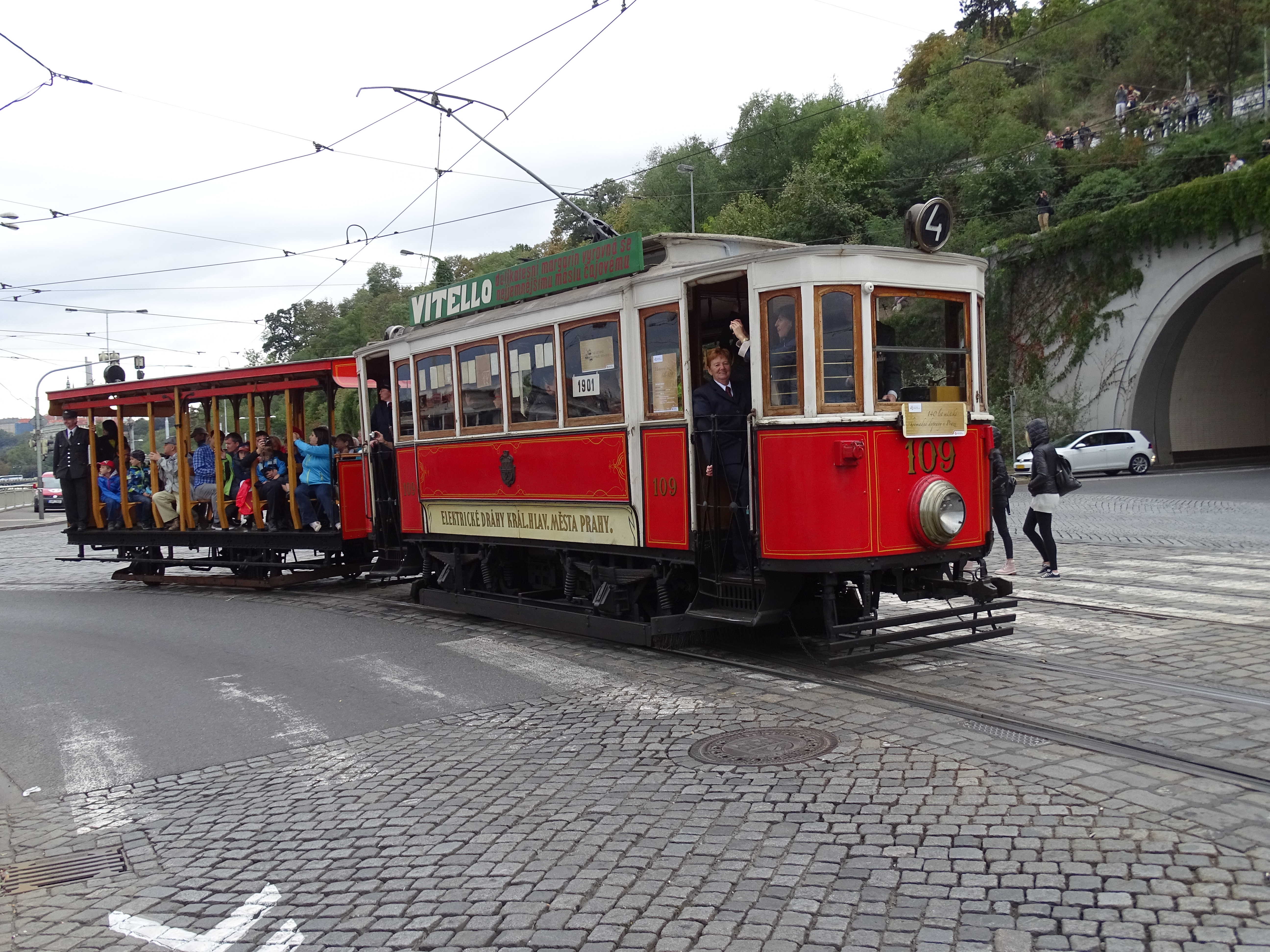
Triebwagen 109 der Straßenbahn Prag (1901)
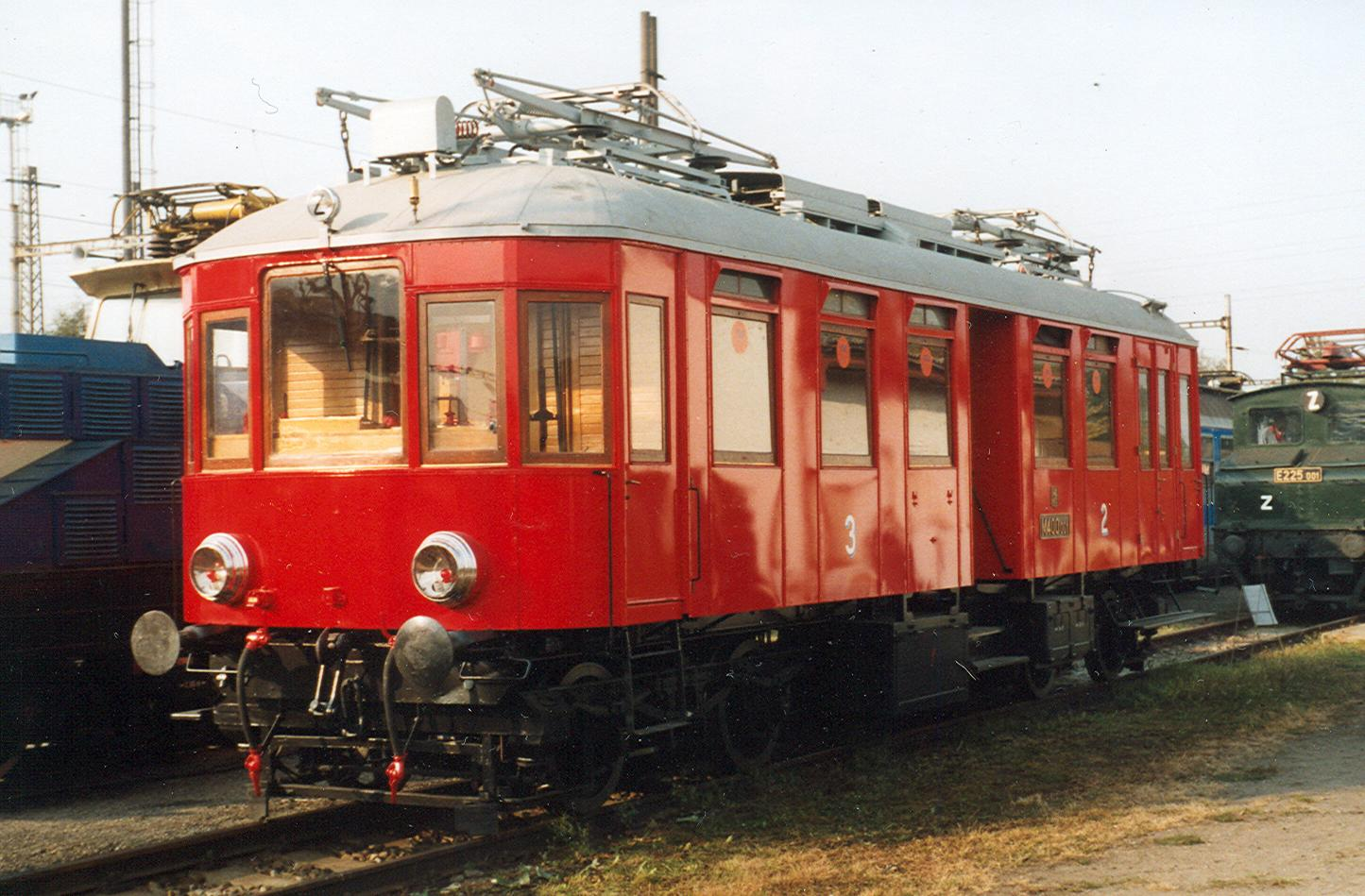
Elektrotriebwagen CSD M 400.001, ex kkStB 40.0 (1903)
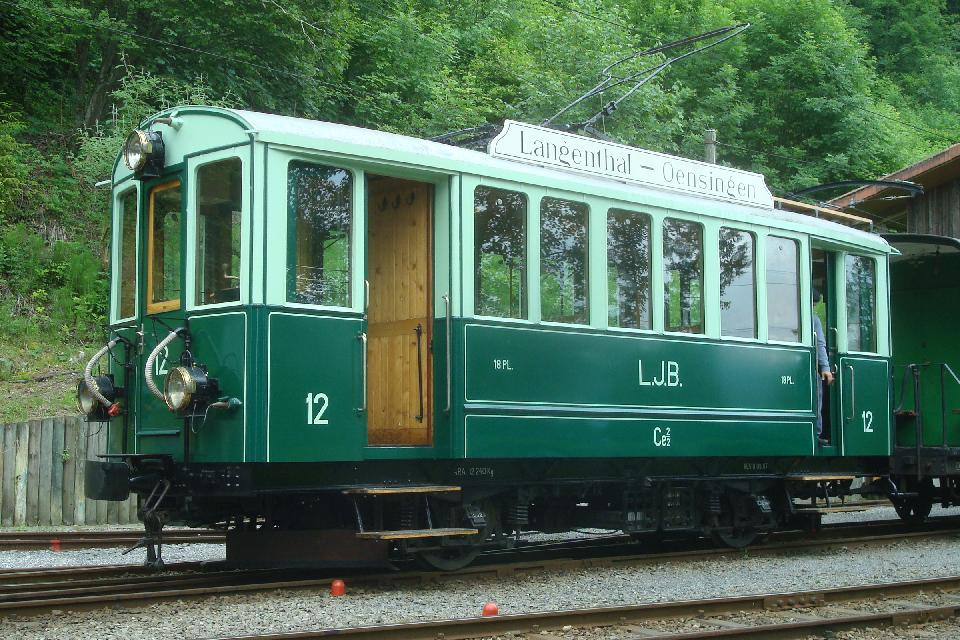
Elektrischer Triebwagen der Langenthal-Jura-Bahn (1907)
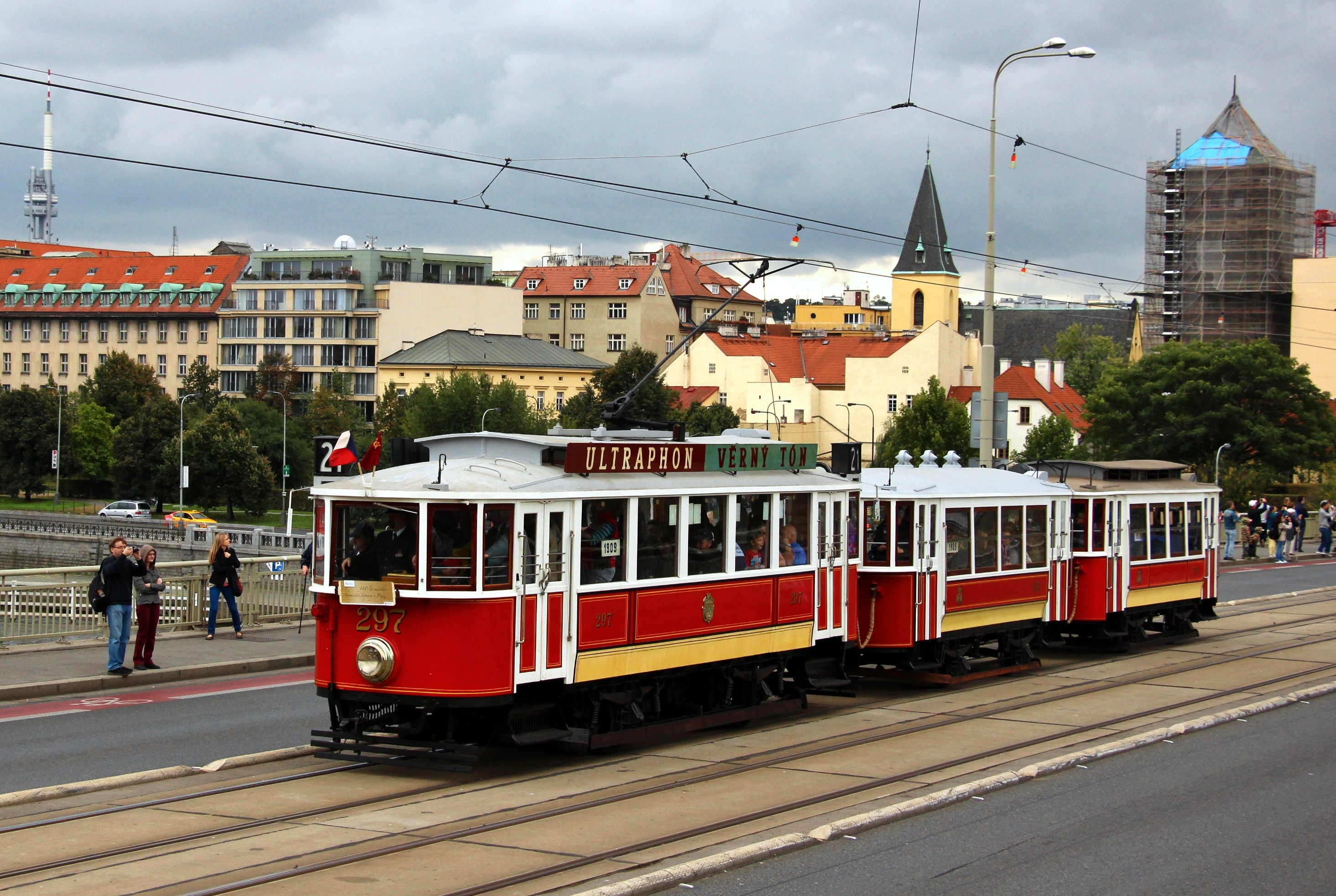
Triebwagen 297 der Straßenbahn Prag (1909)
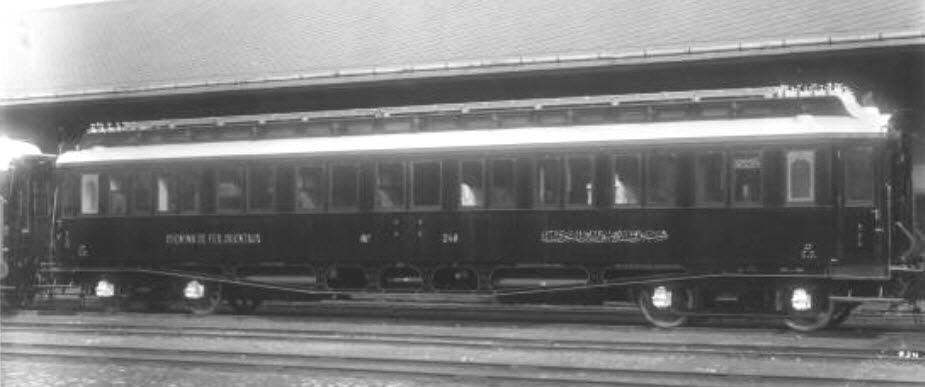
Schlafwagen der Chemins de fer Orienteaux (1900) für den Konventionalzug
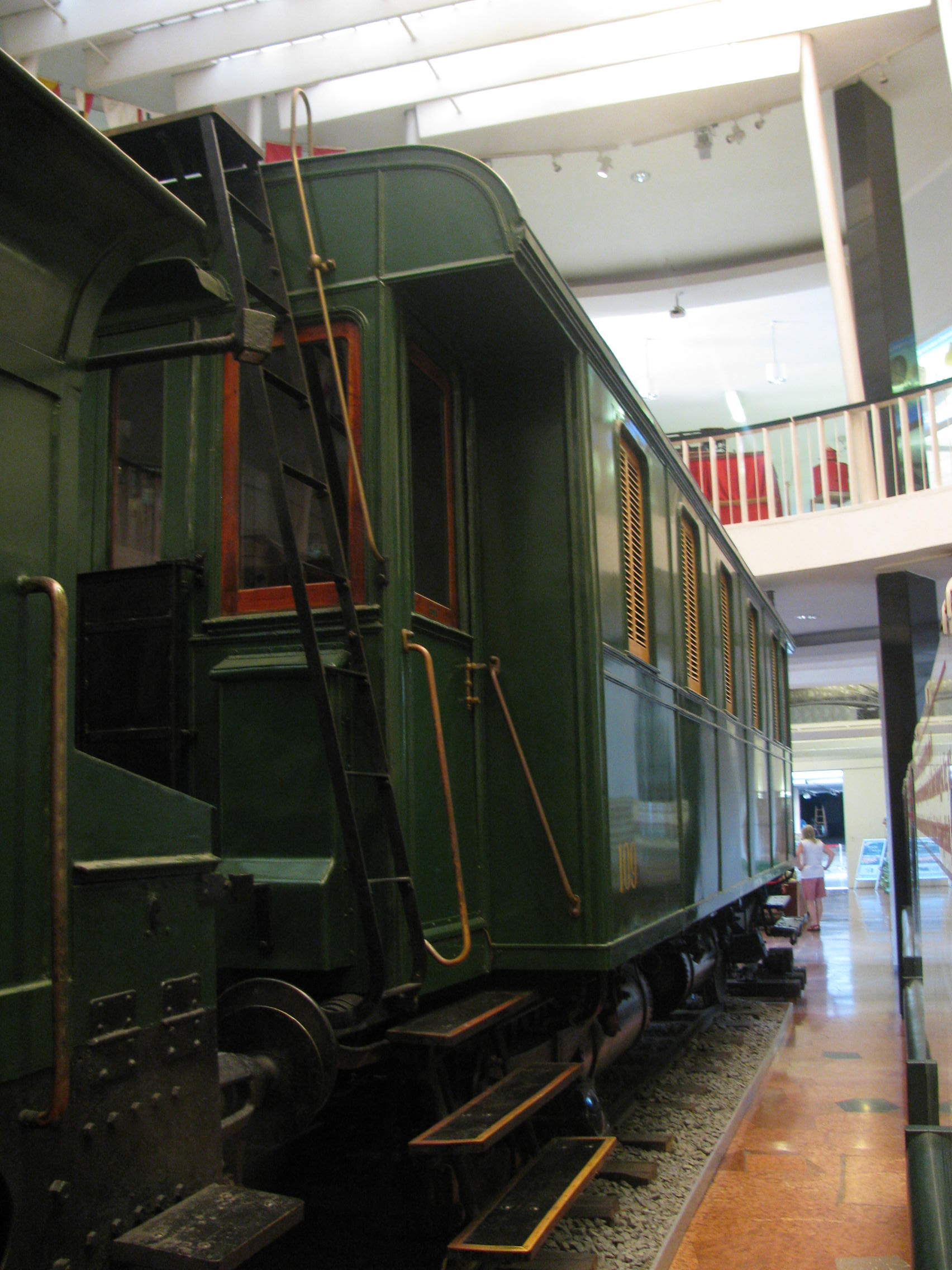
Salonwagen Nr. 109 der MAV, ex ungarischer Hofzug
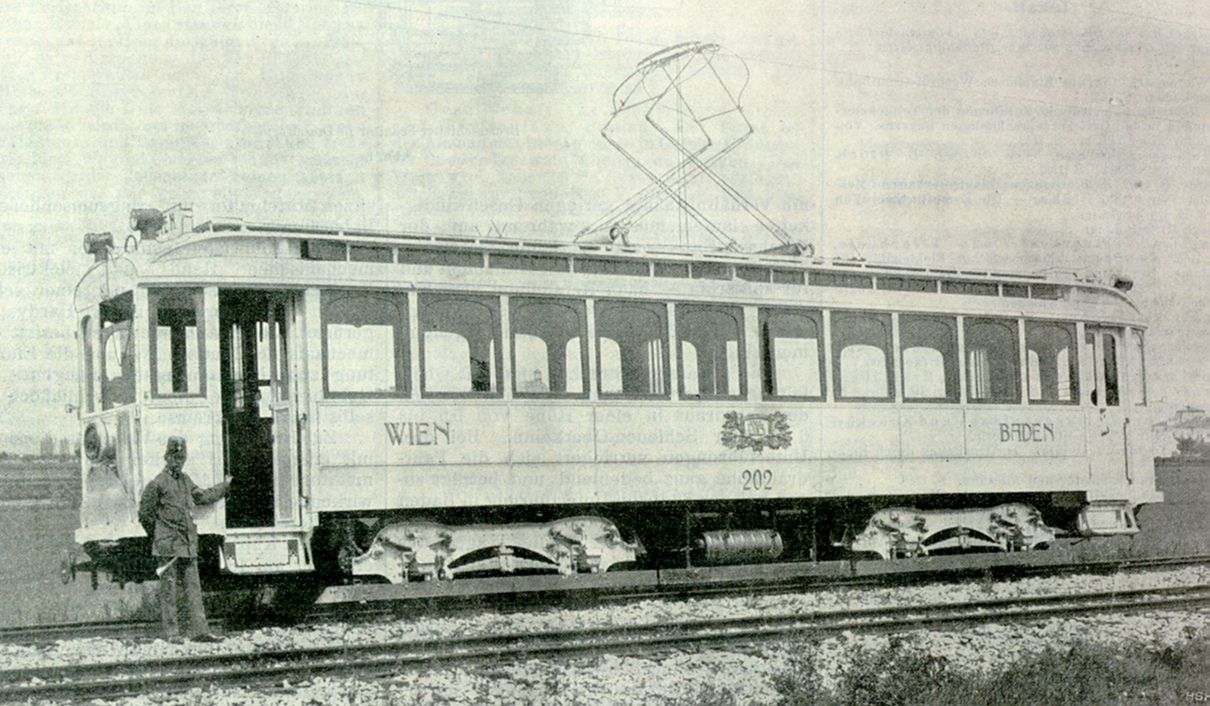
Triebwagen 202 der Wiener Lokalbahn Wien – Baden (1906)
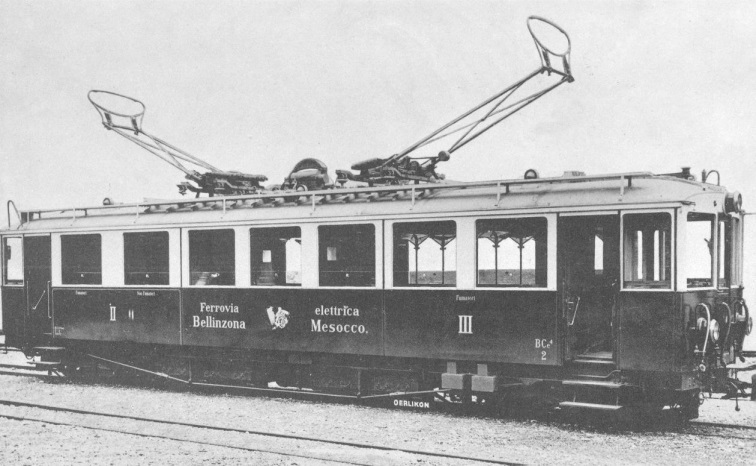
Vierachsiger Triebwagen BCe 4/4 der schweizerischen Misoxerbahn von 1907
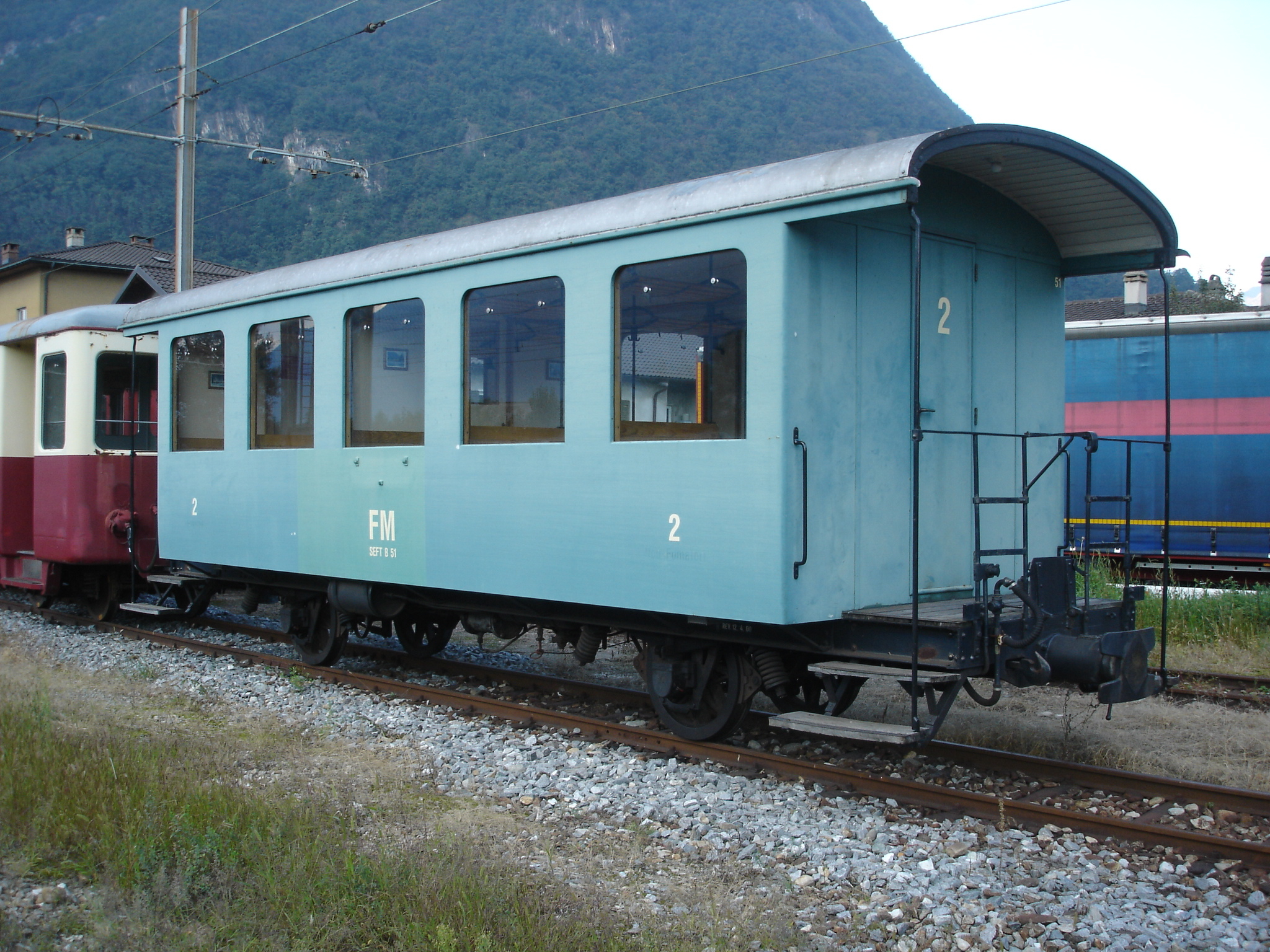
Modernisierter Personenwagen der Misoxerbahn (1907)
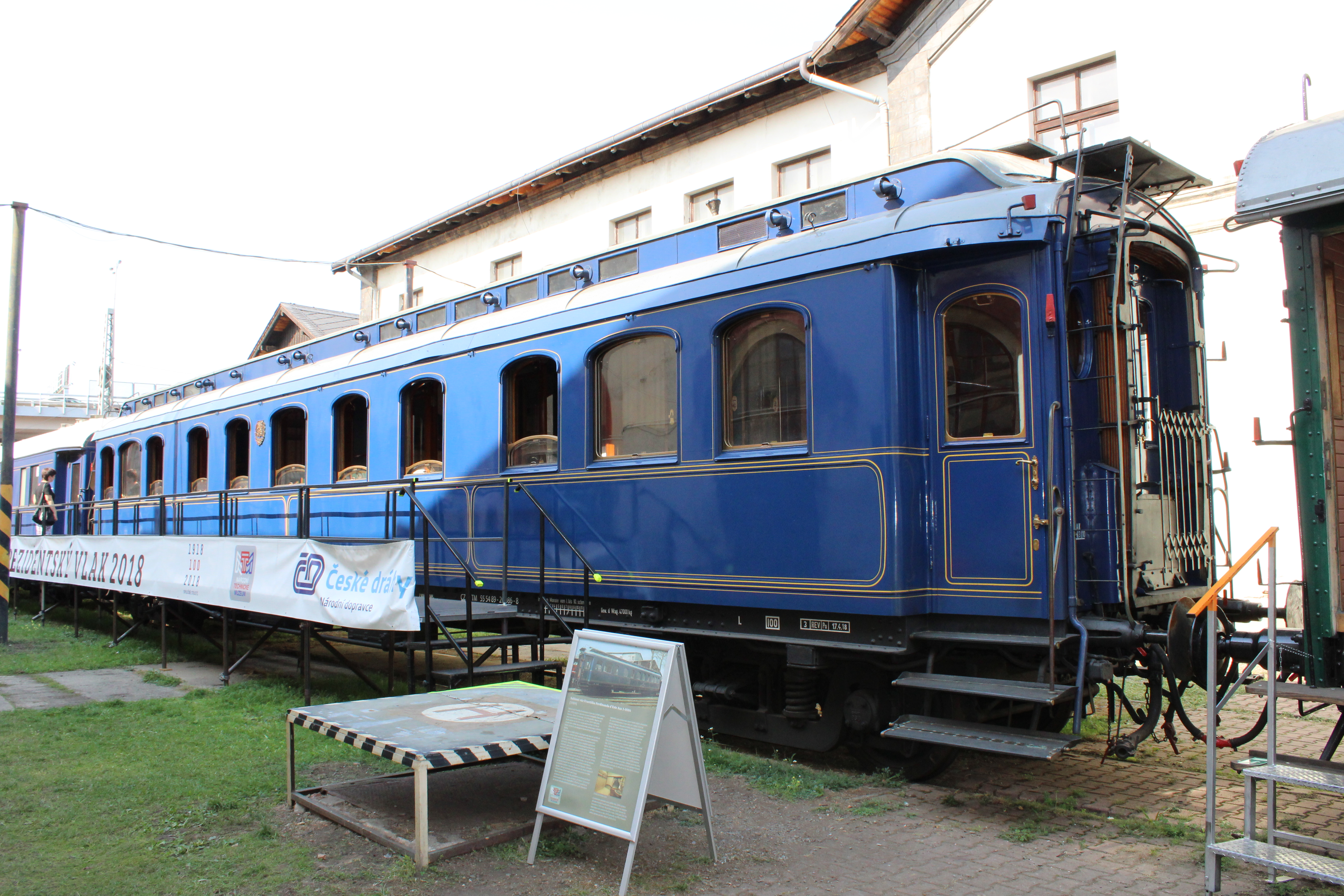
Salonwagen Sa 22 (1909)
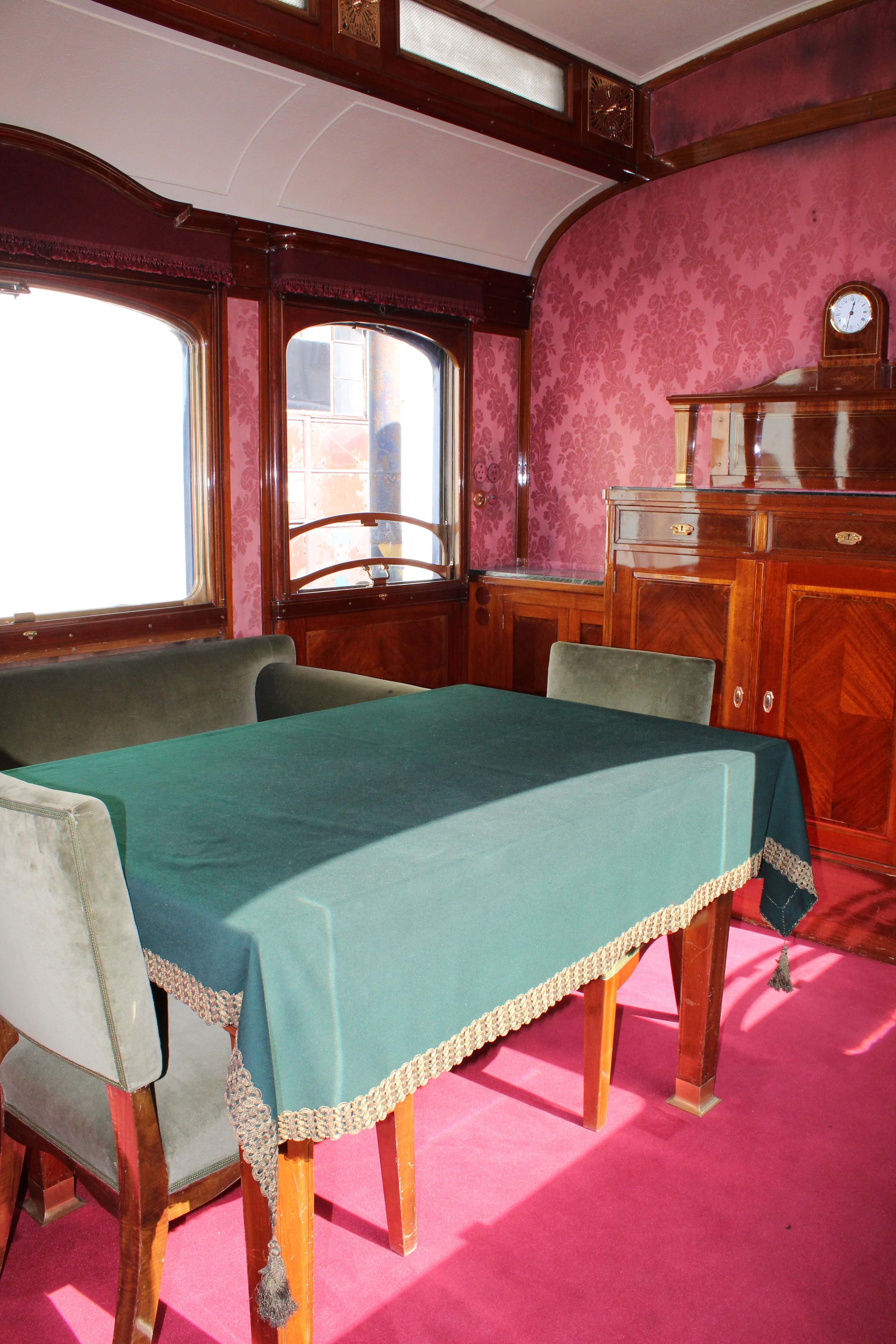
Salonabteil dieses Salonwagens
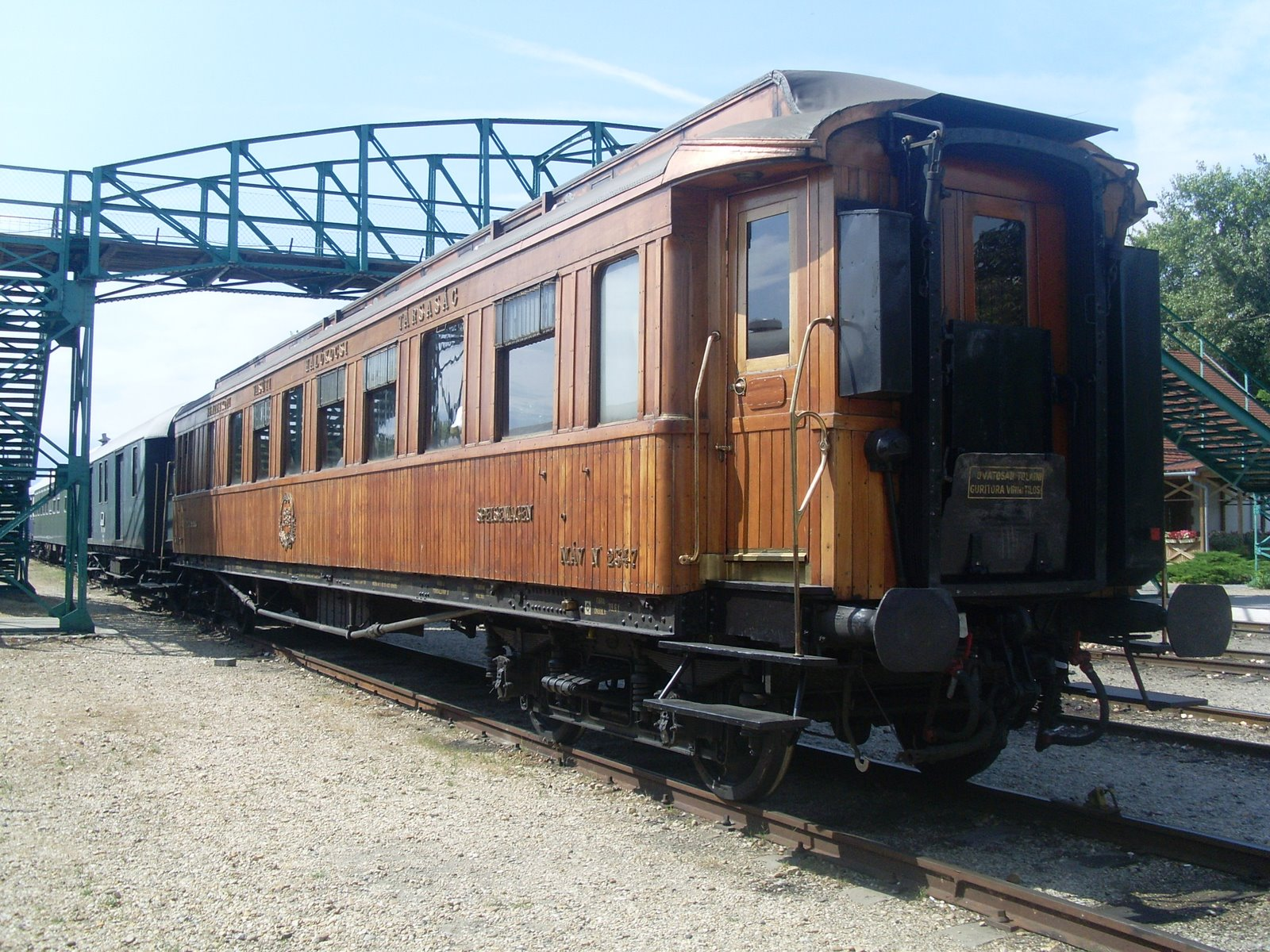
Teakholz-Speisewagen der CIWL, eingestellt bei der MÁV (um 1910)
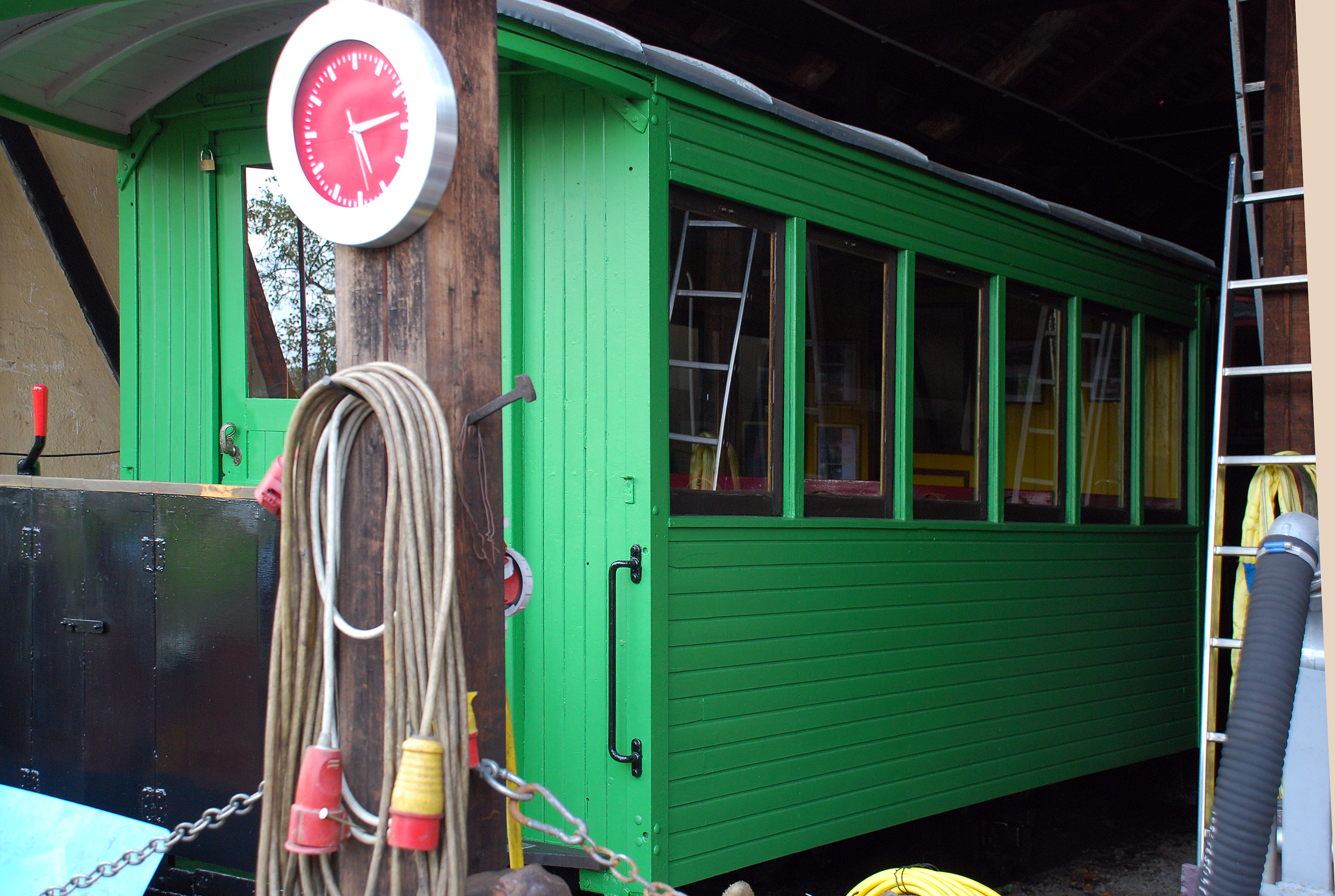
Waggon der Waldbahn Deutschlandsberg, ex Lokalbahn Mixnitz – St. Erhard (1913)
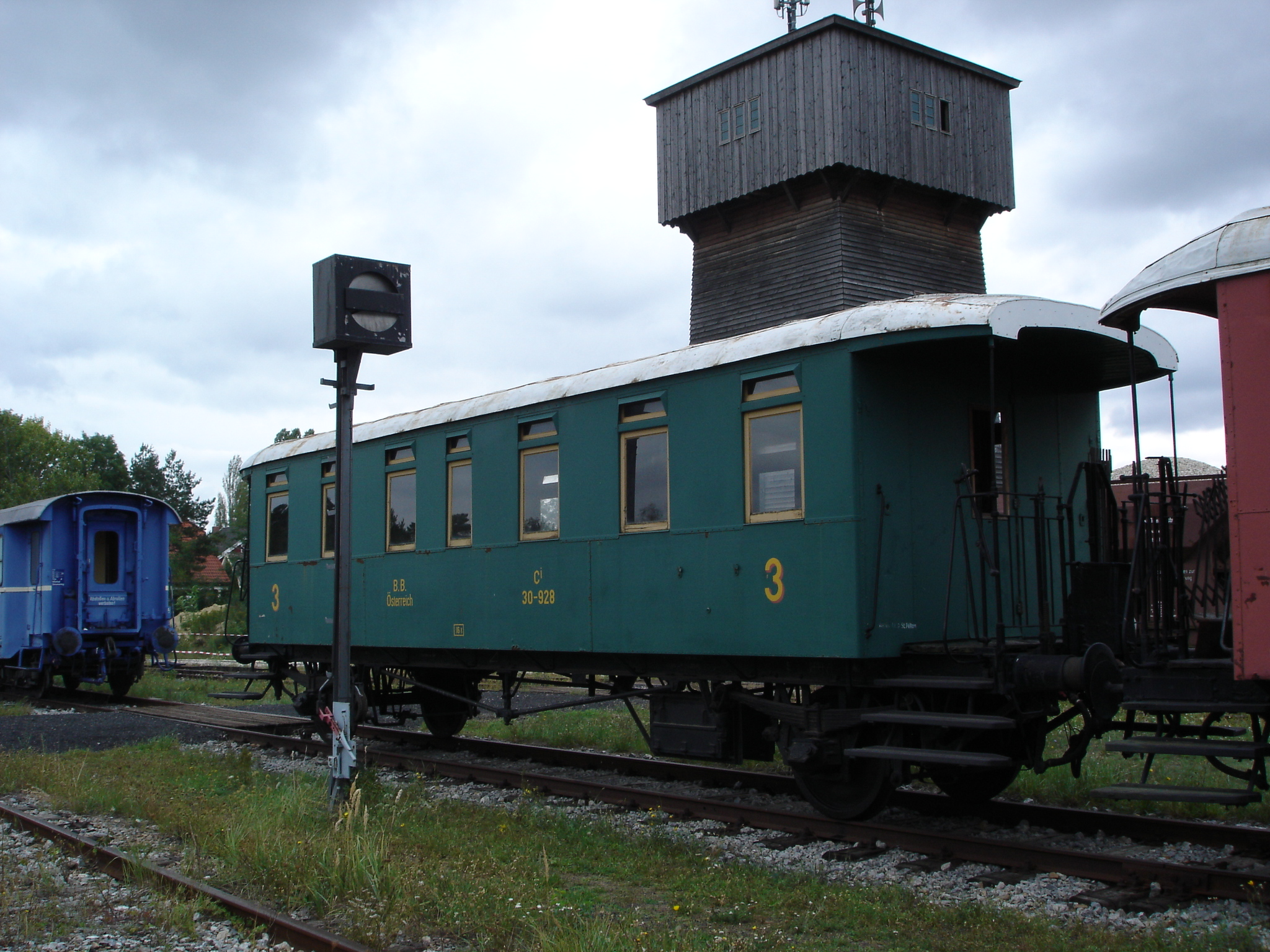
Zweiachsiger Personenwagen der kkStB (1913)
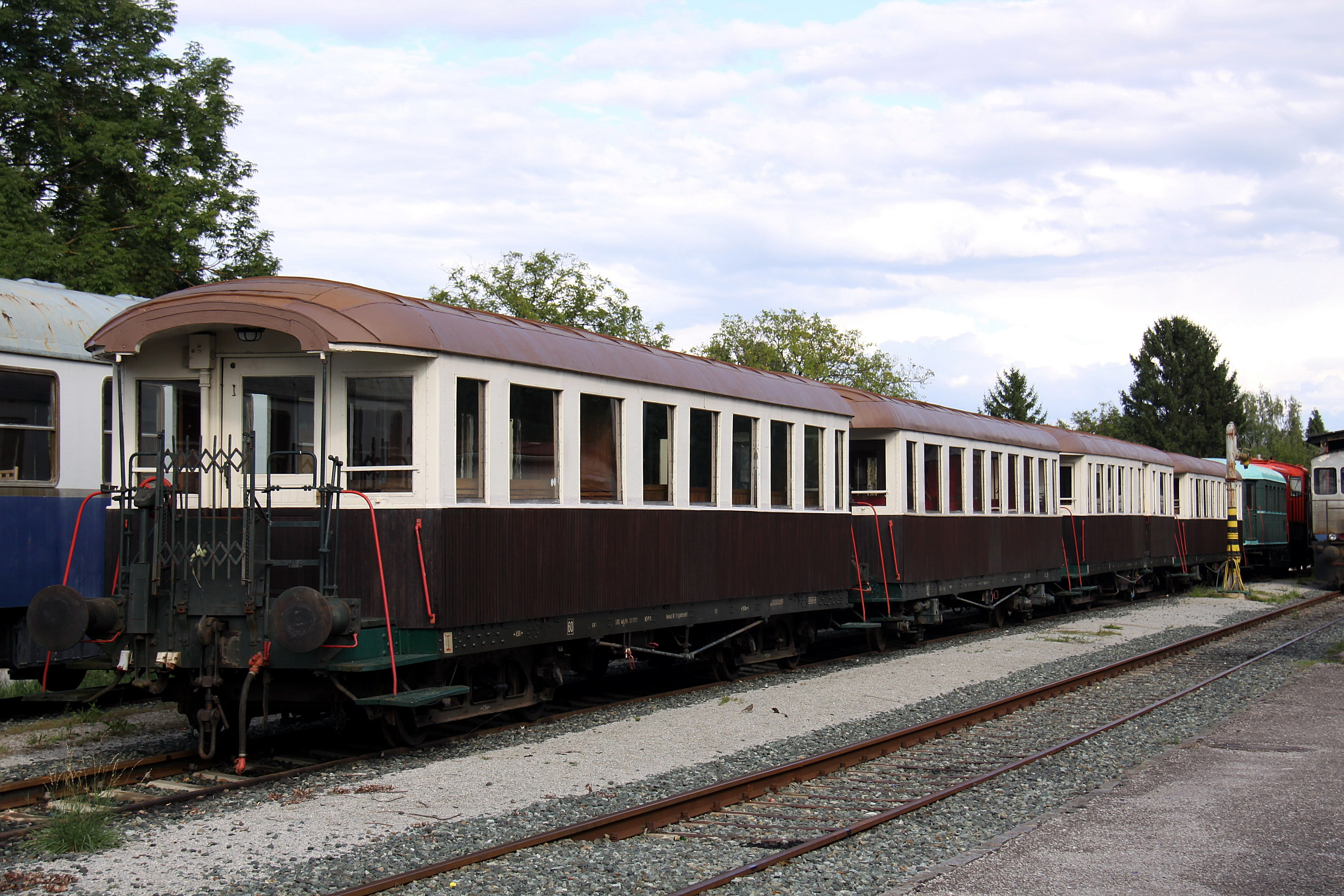
Wagen der Pressburger Bahn, gestaltet von Otto Wagner (1913)
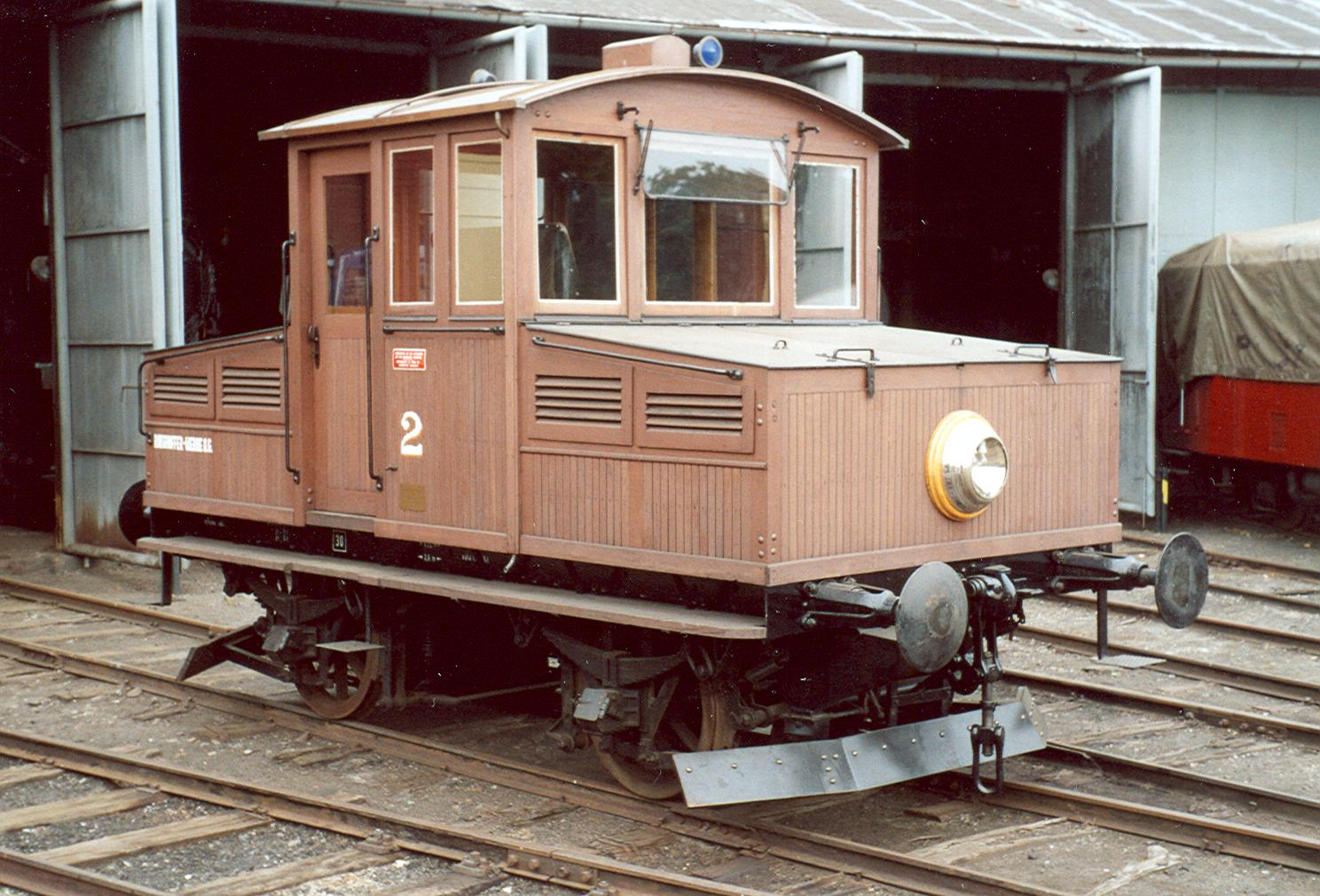
Akkulokomotive (1916)
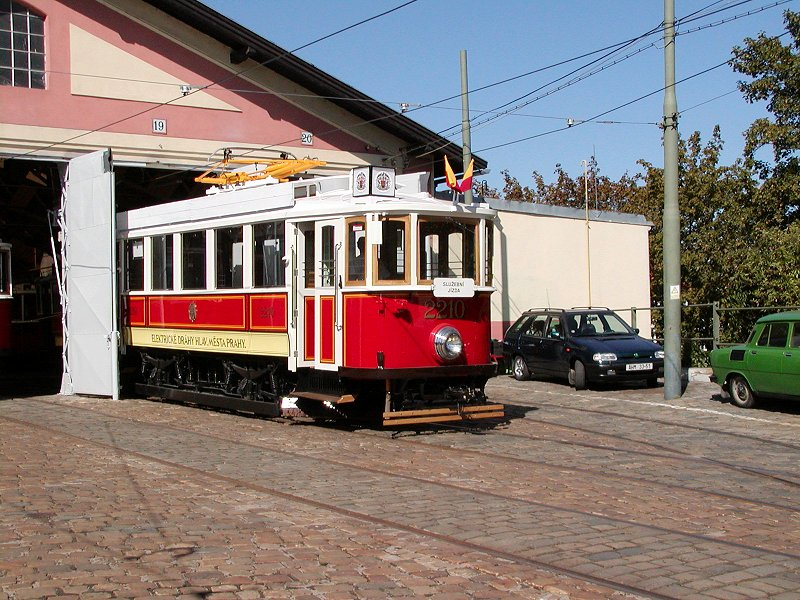
Prager Straßenbahntriebwagen (1930)
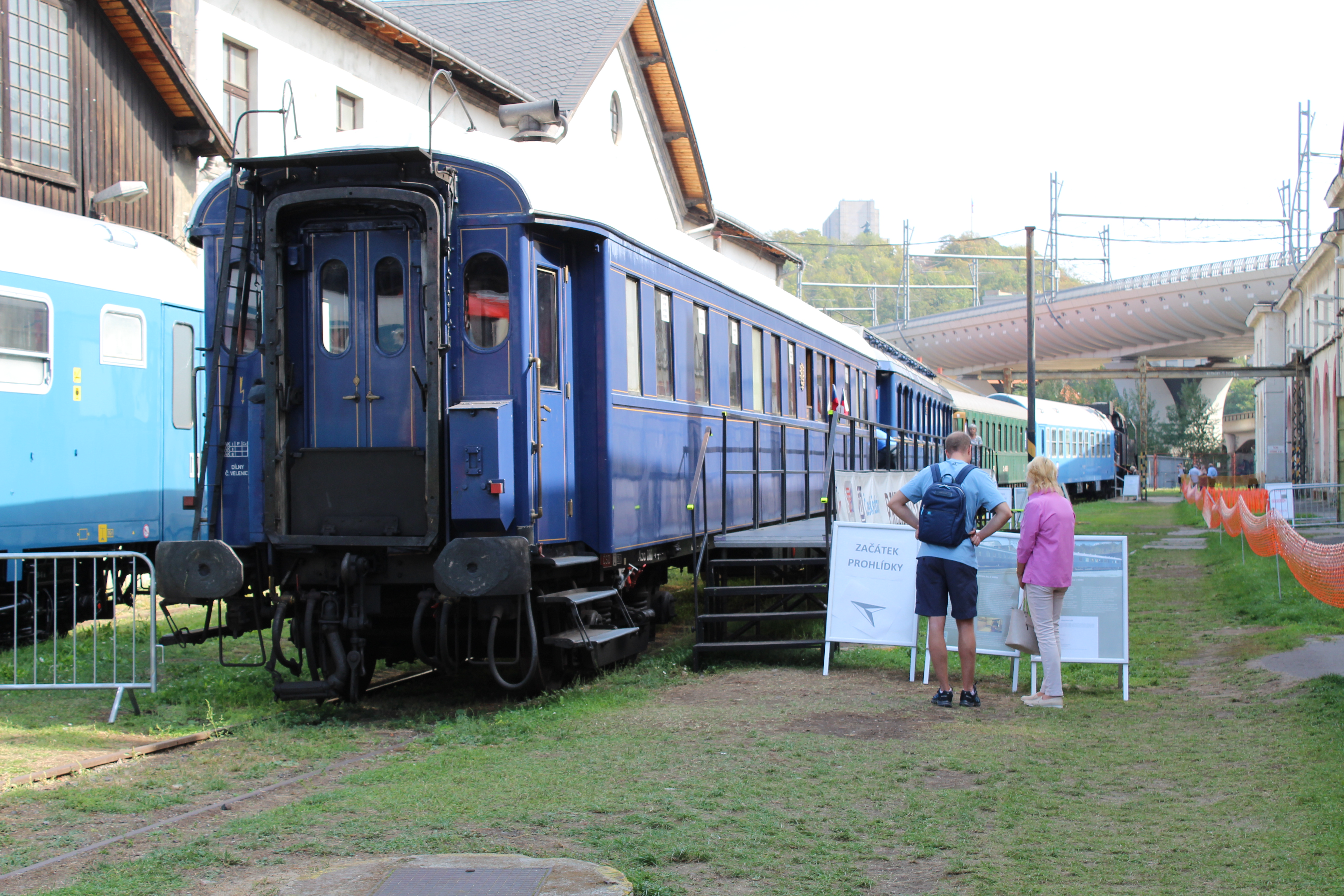
Präsidenten-Salonwagen von T. G. Masaryk (1930)
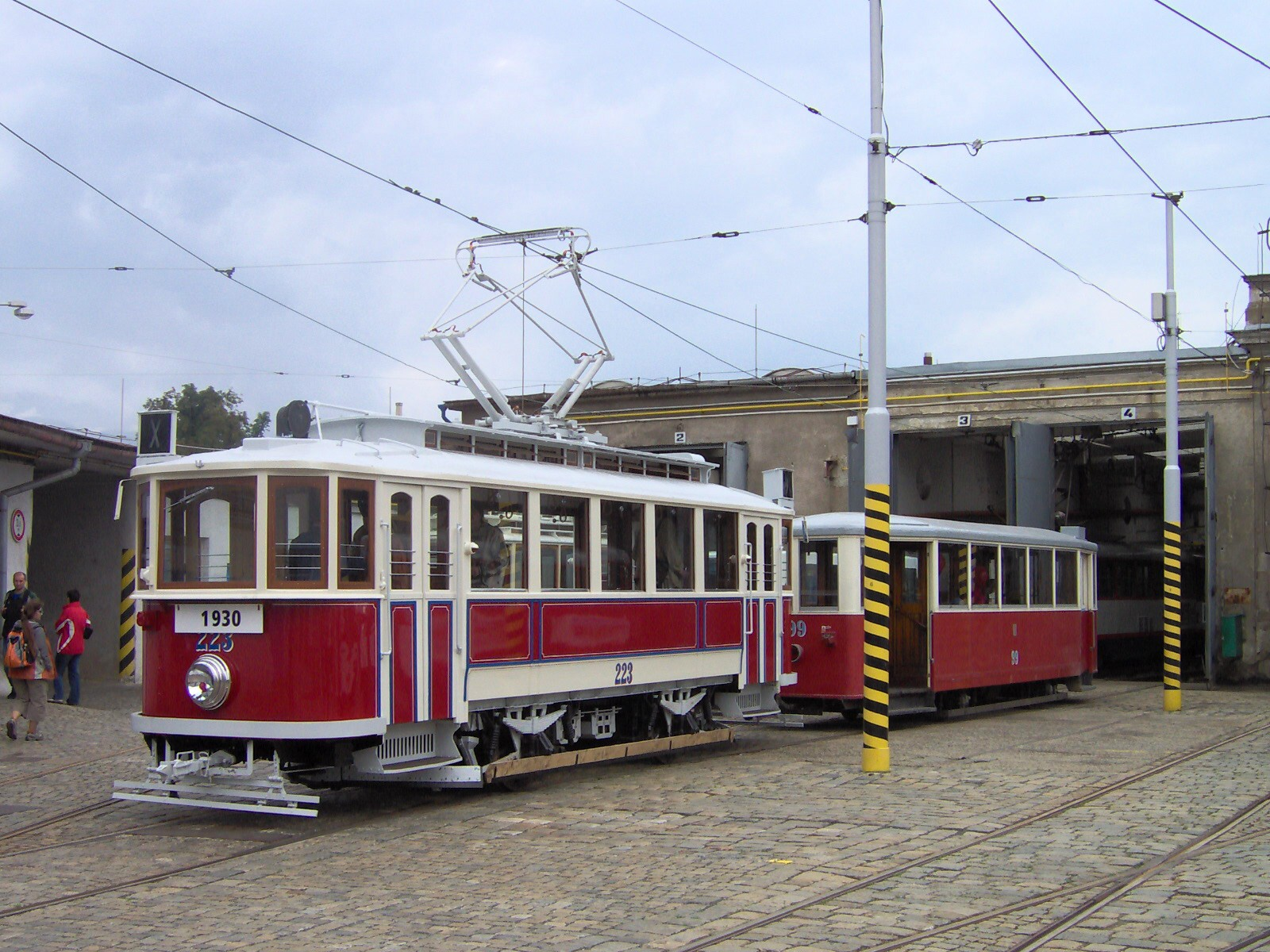
Triebwagen der Straßenbahn Olmütz (1930er)
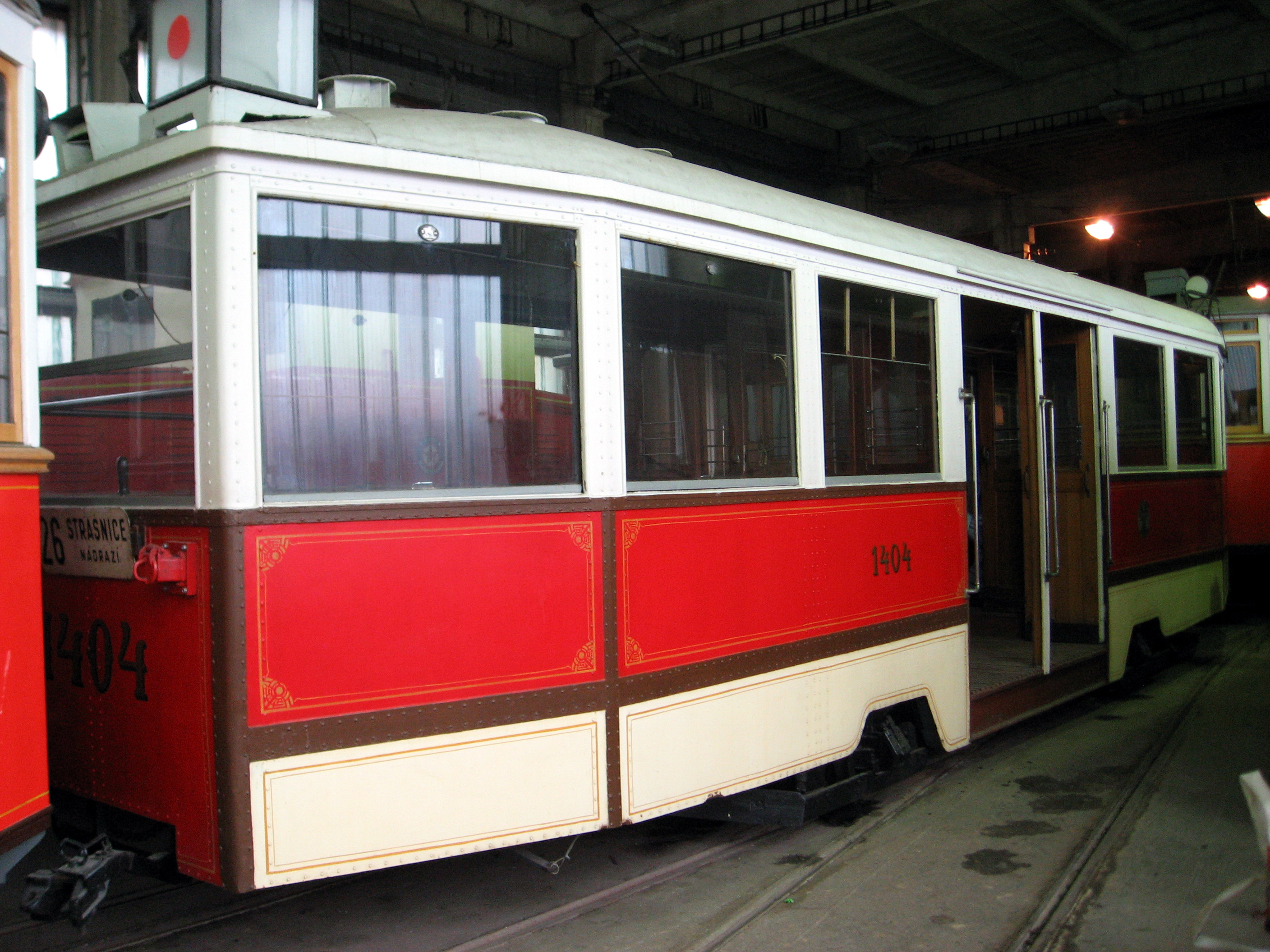
Niederflurbeiwagen „Krasin“ der Prager Straßenbahn (1933)
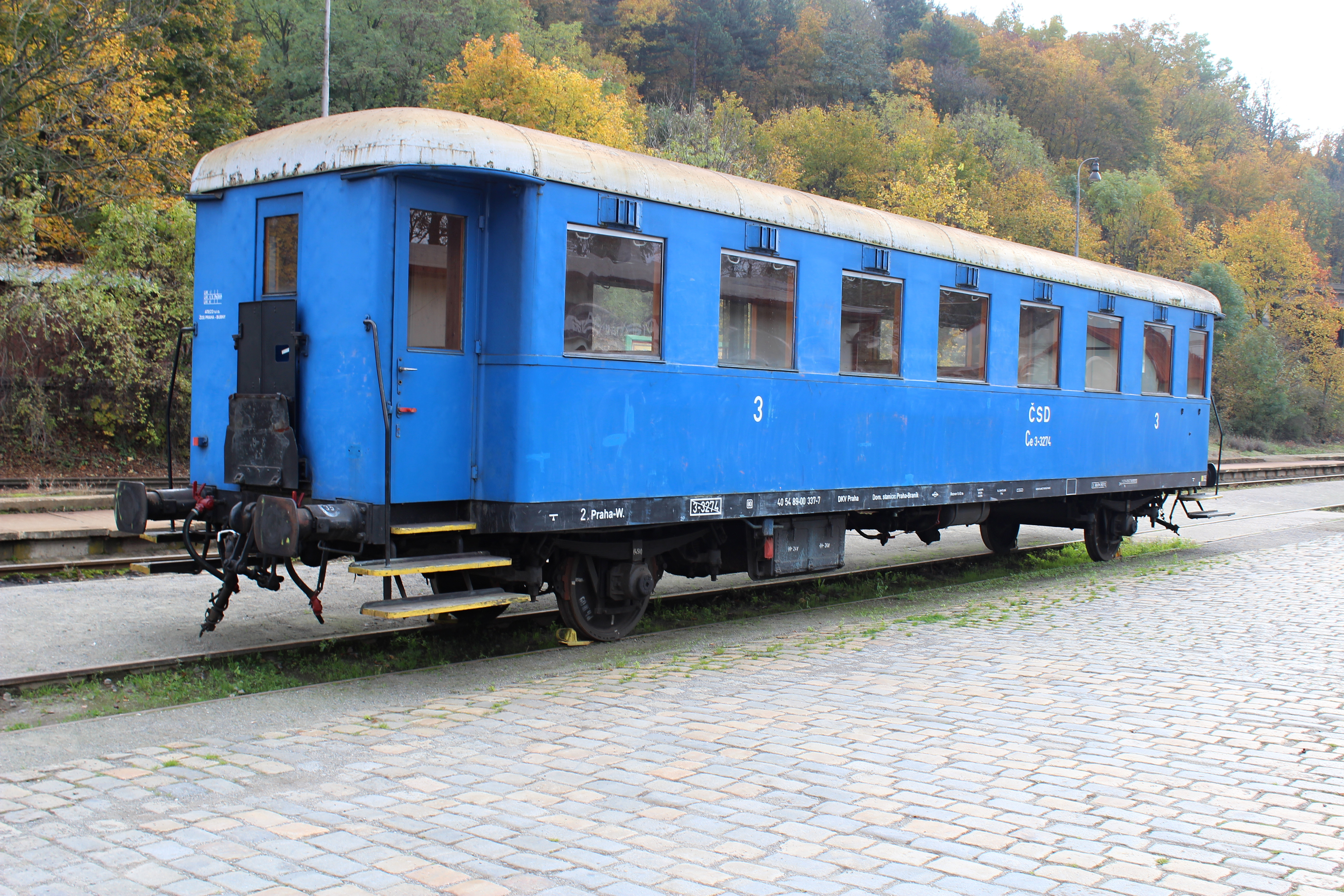
Personenwagen der Serie Ce der CSD (ab 1939)